# Honda Accord
El Honda Accord es un automóvil de turismo del segmento D producido por el fabricante japonés Honda desde el año 1976. Es la versión de lujo de Honda. El Accord abarca diez generaciones, la última de las cuales fue lanzada en el año 2017. En las cuatro últimas generaciones, el Accord tuvo aspecto y dimensiones totalmente distintos según el mercado. El Accord existió con carrocerías hatchback de tres puertas, familiar de tres y cinco puertas y sedán de dos y cuatro puertas. El Accord pasó de ser un auto compacto en sus primeras generaciones, a ser un sedán de tamaño completo, su principal competencia incluye el Toyota Camry, Ford Fusion y Volkswagen Passat en el mercado norteamericano. En Europa el Accord competía con el Ford Mondeo, el Peugeot 508 y Volkswagen Passat, así como el BMW Serie 3 y el Mercedes-Benz Clase C en su última generación vendida en el mercado europeo.

## Historia
El nombre Accord se derivó del esfuerzo incansable de Honda por conseguir "accord" (acuerdo) entre la gente, sociedad y el automóvil a través de tecnología avanzada. Para Honda fue el comienzo de la transformación de aquella empresa japonesa que hace el Honda Civic, en una empresa principal siempre presente en el mercado estadounidense y global. Para la industria, el Accord redefinió un nuevo tipo de automóvil: práctico combinando economía y valor con estilo deportivo y espíritu de competidor.
Es el modelo con mayor cantidad de nominaciones (23) y de victorias en la "Lista de los 10 Mejores Automóviles" de la revista estadounidense Car and Driver.

## Primera generación (1976-1981)
El primer Accord sale al mercado estadounidense en 1976. Inicialmente el único modelo era el hatchback de 3 puertas además de sedán de 4 puertas. Tenía un motor de 1,6 litros que era capaz de proporcionar 68 Caballos de Potencia. Costaba $3.995.
Los cilindros eran de aluminio, transmisión de 5 velocidades manual y automática de 2 o 3 velocidades, está última con Overdrive e incluía varios detalles tales como una radio AM/FM con casete, apertura remota del maletero y limpia parabrisas trasero con resistencia para evitar el empañamiento. Para el año 1979 ya se comercializaba la versión 4 puertas con un motor de 1,6 litros y dirección asistida. Ya para la época Motor Trend resaltó la eficiencia del motor y su ahorro de combustible, un legado desde siempre de Honda.

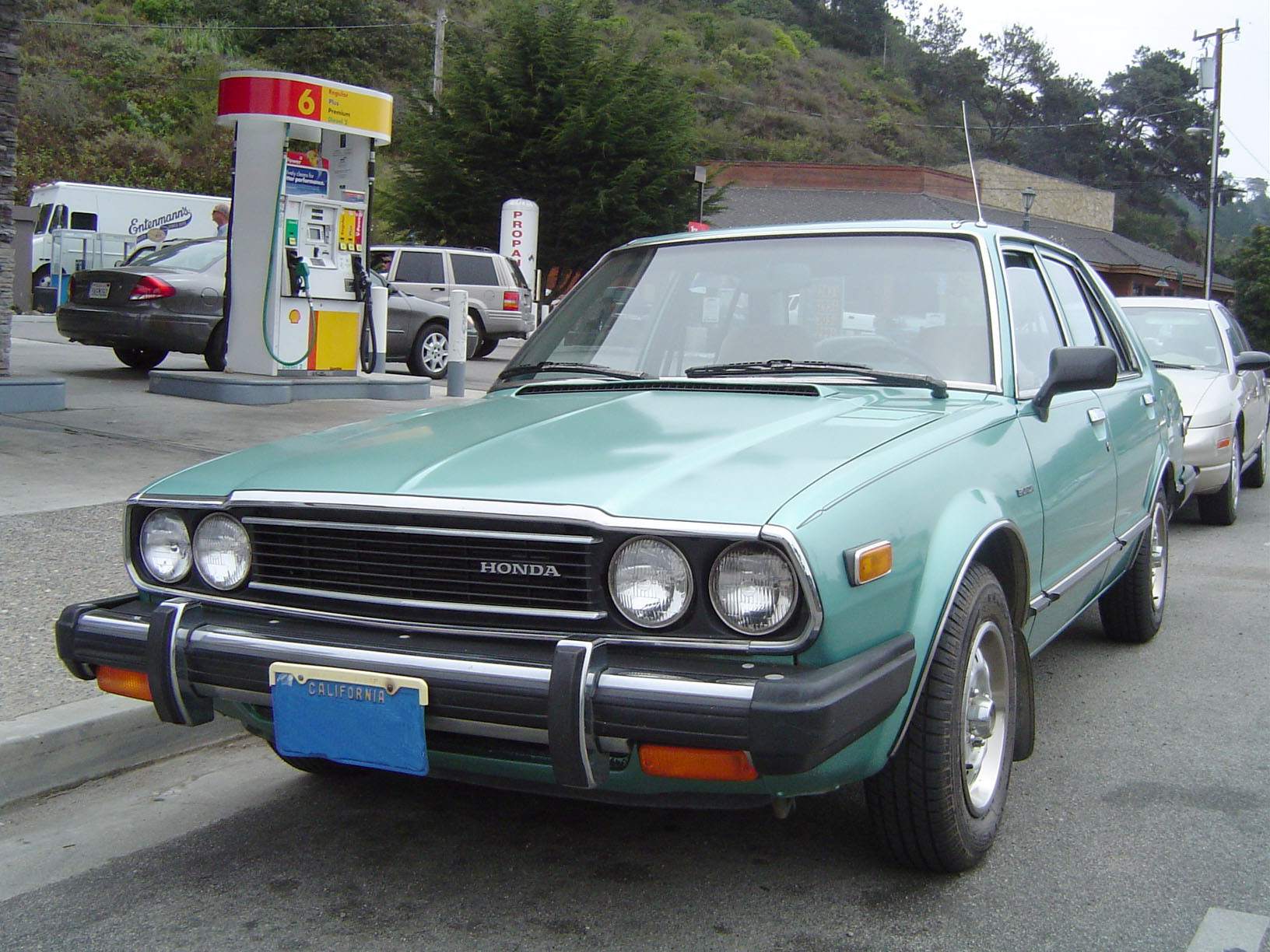
La primera generación del Honda Accord
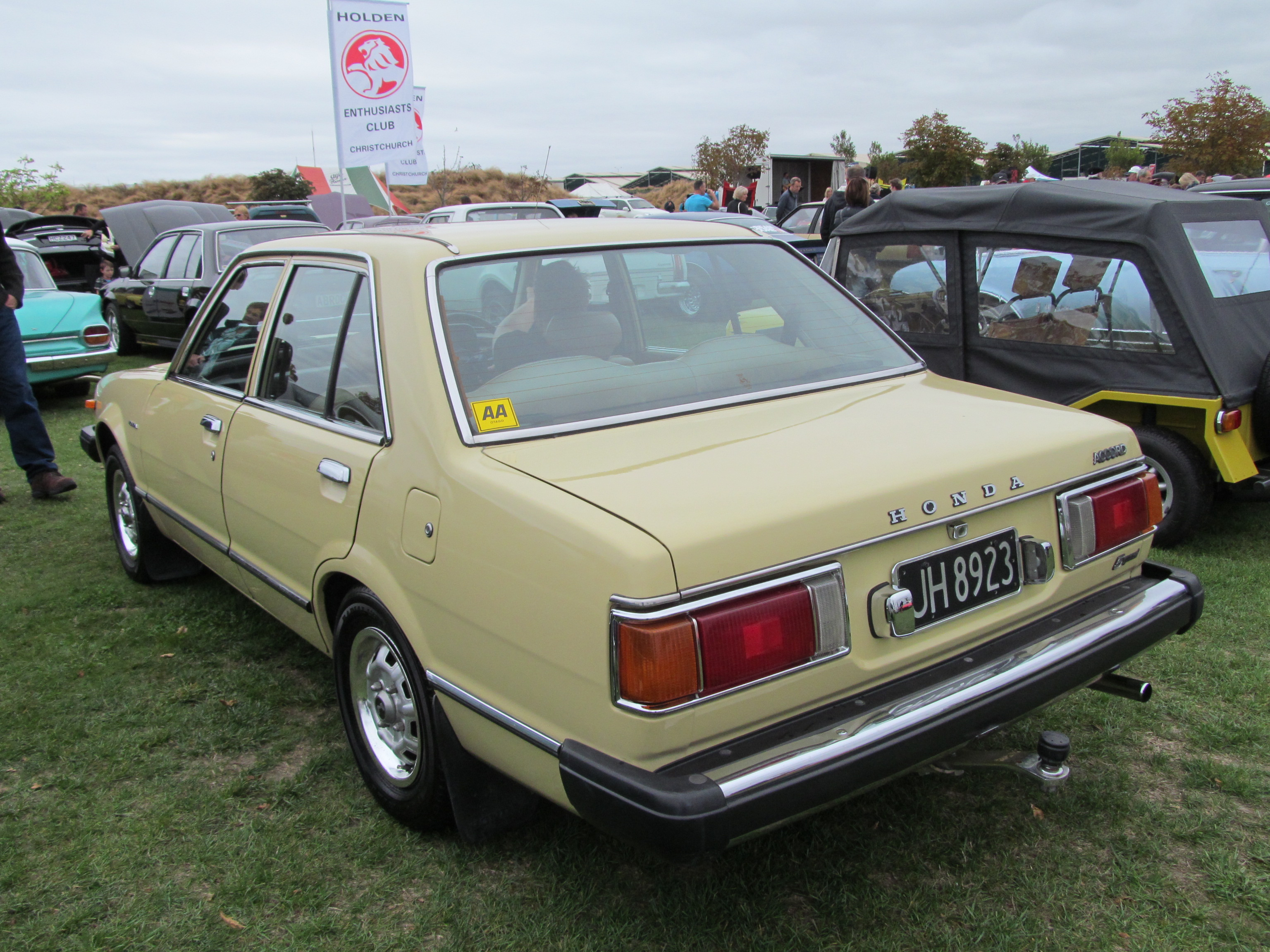
La primera generación del Honda Accord con carrocería sedan
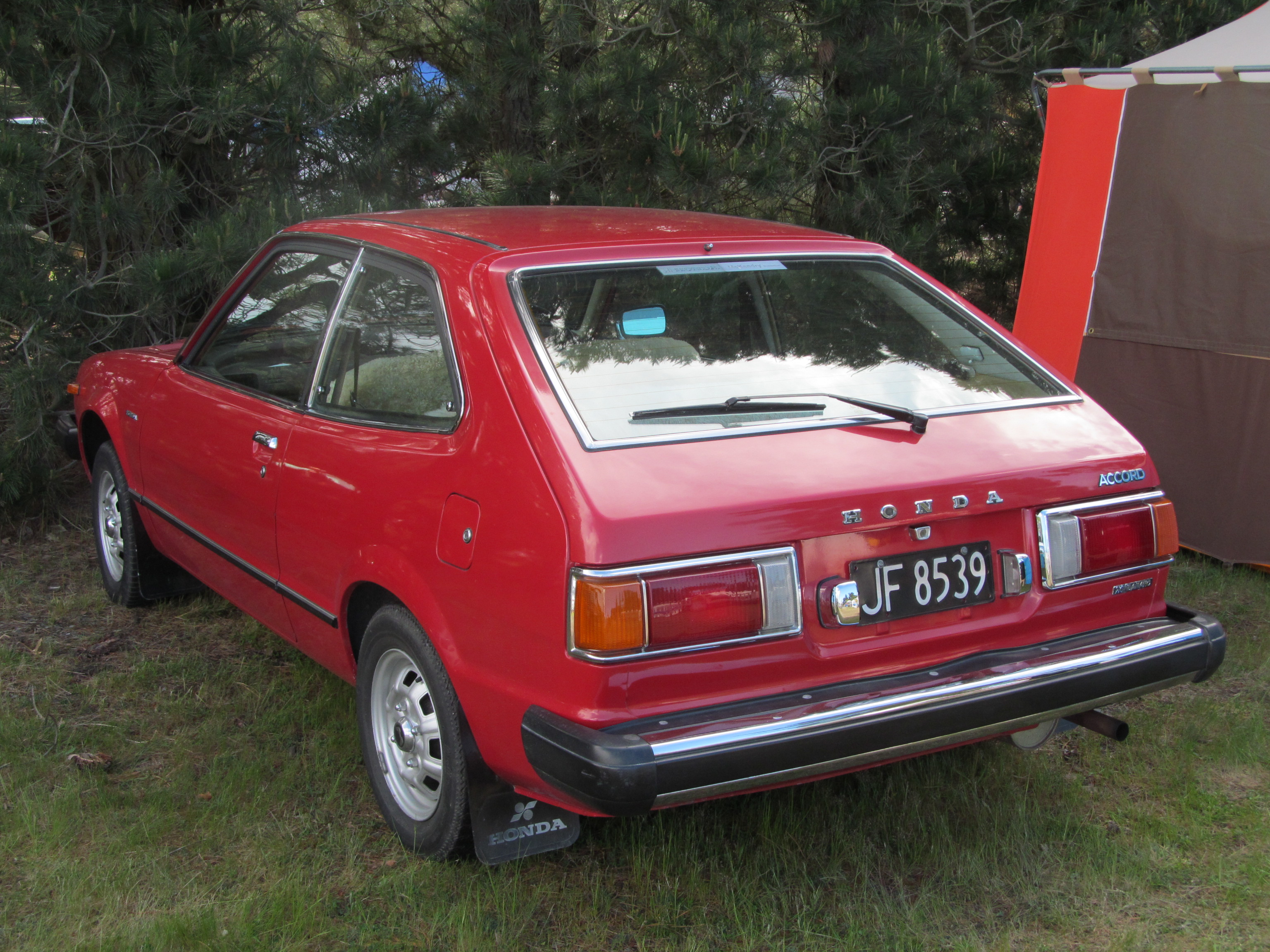
La primera generación del Honda Accord con carrocería Hatchback

## Segunda generación (1982-1985)
La segunda generación del Accord nace en 1982, para este año el Accord fue completamente rediseñado con un chasis más largo y una opción de transmisión automática de 4 velocidades que apareció en 1983. Para el año siguiente el motor tiene un nuevo aumento de 1751 cm³ a 1830 cm³, que proporcionaron 83 caballos de potencia. En 1985 ocurre algo muy importante: se introduce por primera vez el uso de inyección de combustible en un vehículo Honda. Esto no solo permite romper la barrera de los 100 caballos (llevándolo a 101 HP para ser exactos), sino que además el consumo de combustible se mejoró como nunca antes registrando 29/40 (ciudad/autopista) millas por galón, lo que es equivalente a 12 kilómetros por litro de combustible.

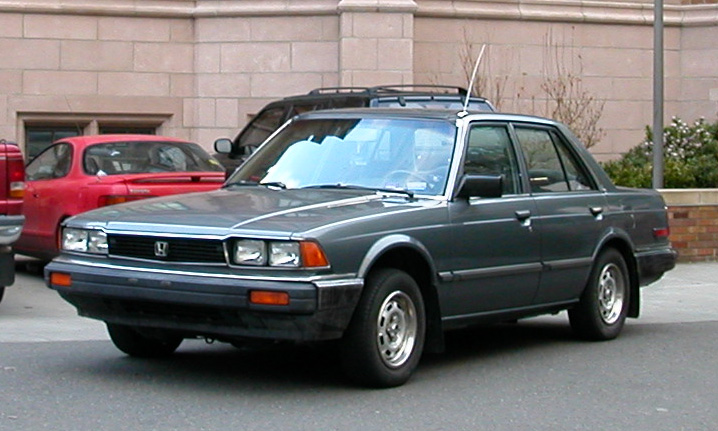
La segunda generación del Honda Accord
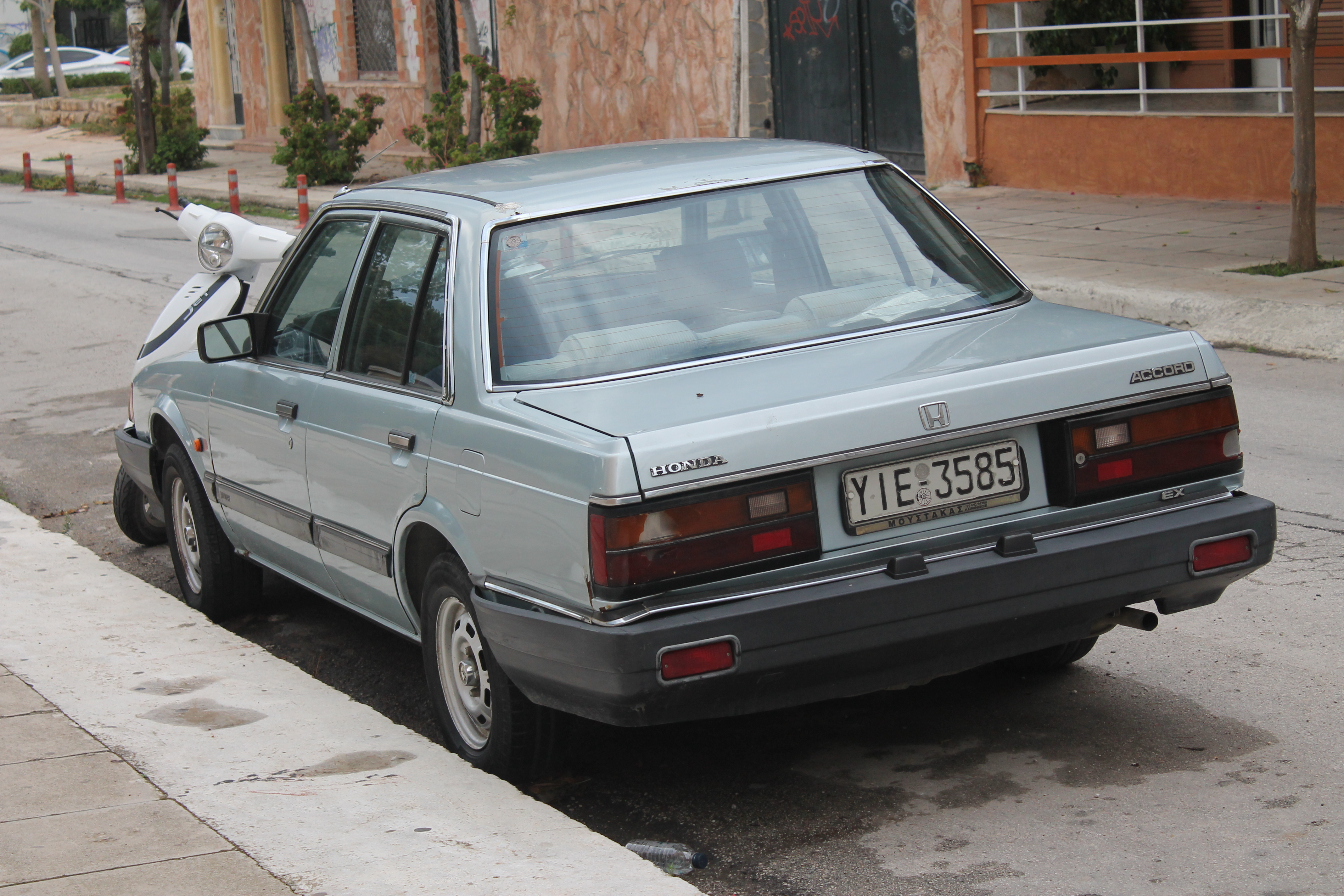
La segunda generación del Honda Accord con carrocería sedan
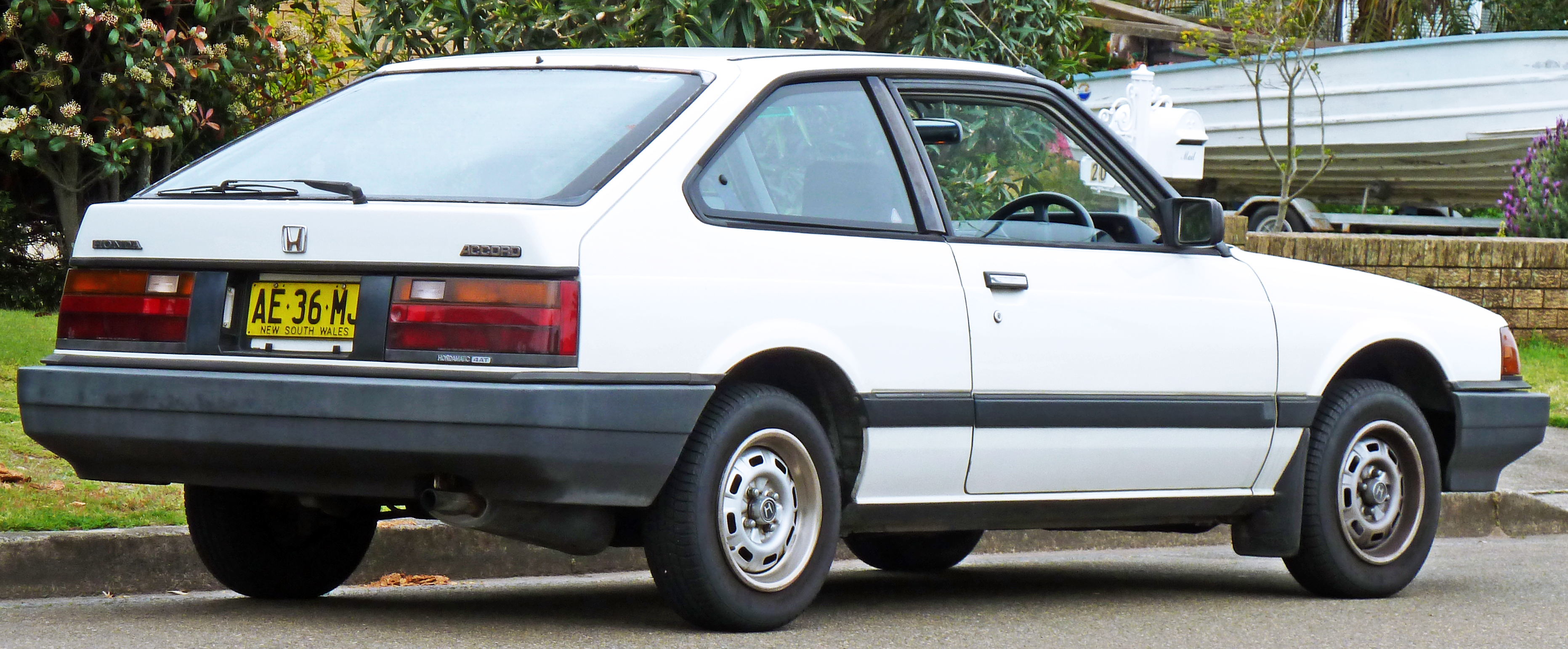
La segunda generación del Honda Accord con carrocería Hatchback

## Tercera generación (1986-1989)
Con la introducción de la tercera generación del Accord, hubo un aumento en dimensiones y prestaciones, dando inicio a una tendencia característica del Accord; modelos cada vez con mayor tamaño, pero con aspecto más deportivo y dinámico. Se introduce la suspensión independiente delantera y trasera, se baja la altura del vehículo, logrando una menor resistencia aerodinámica, que se traducía en un habitáculo más silencioso y mejoras importantes en el manejo y maniobrabilidad.
Una vez más se aumenta la cilindrada del motor, esta vez a 2,0 litros, que proporcionaba 98 HP (en la versión carburada) y 110 HP (en la versión a inyección). Aparece además una gama de versiones incluso un hatchback (Accord Aerodeck), y un coupe de dos puertas. La tercera generación del Accord se convirtió en el primer Honda ensamblado completamente en Estados Unidos, en la planta de Honda of America, en Maryland.

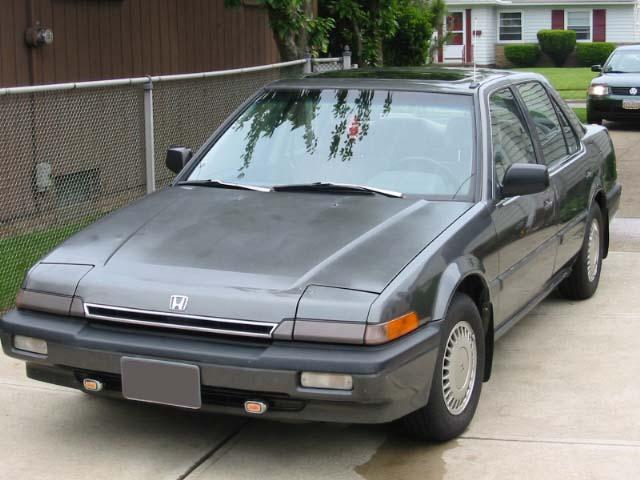
La tercera generación del Honda Accord
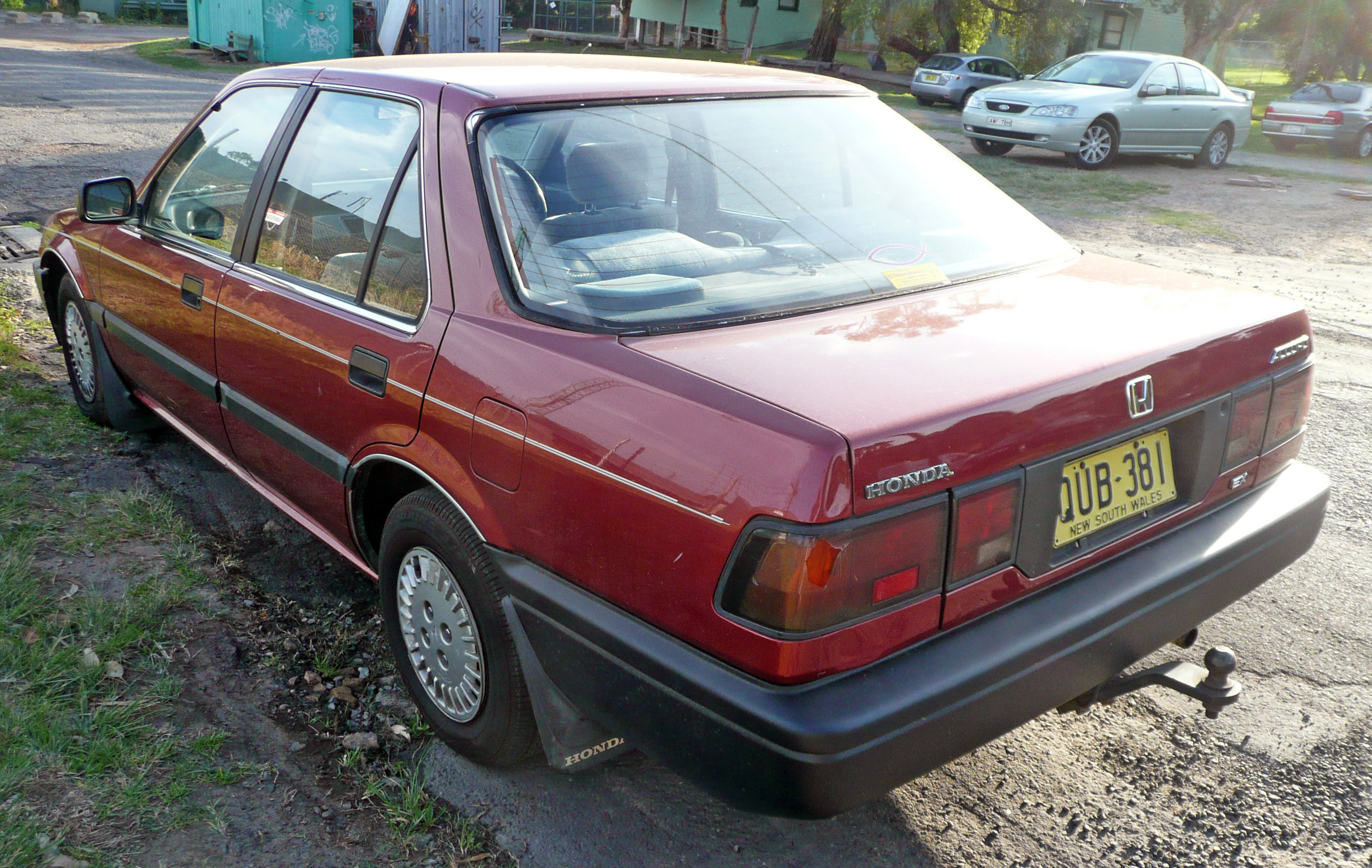
La tercera generación del Honda Accord con carrocería sedan
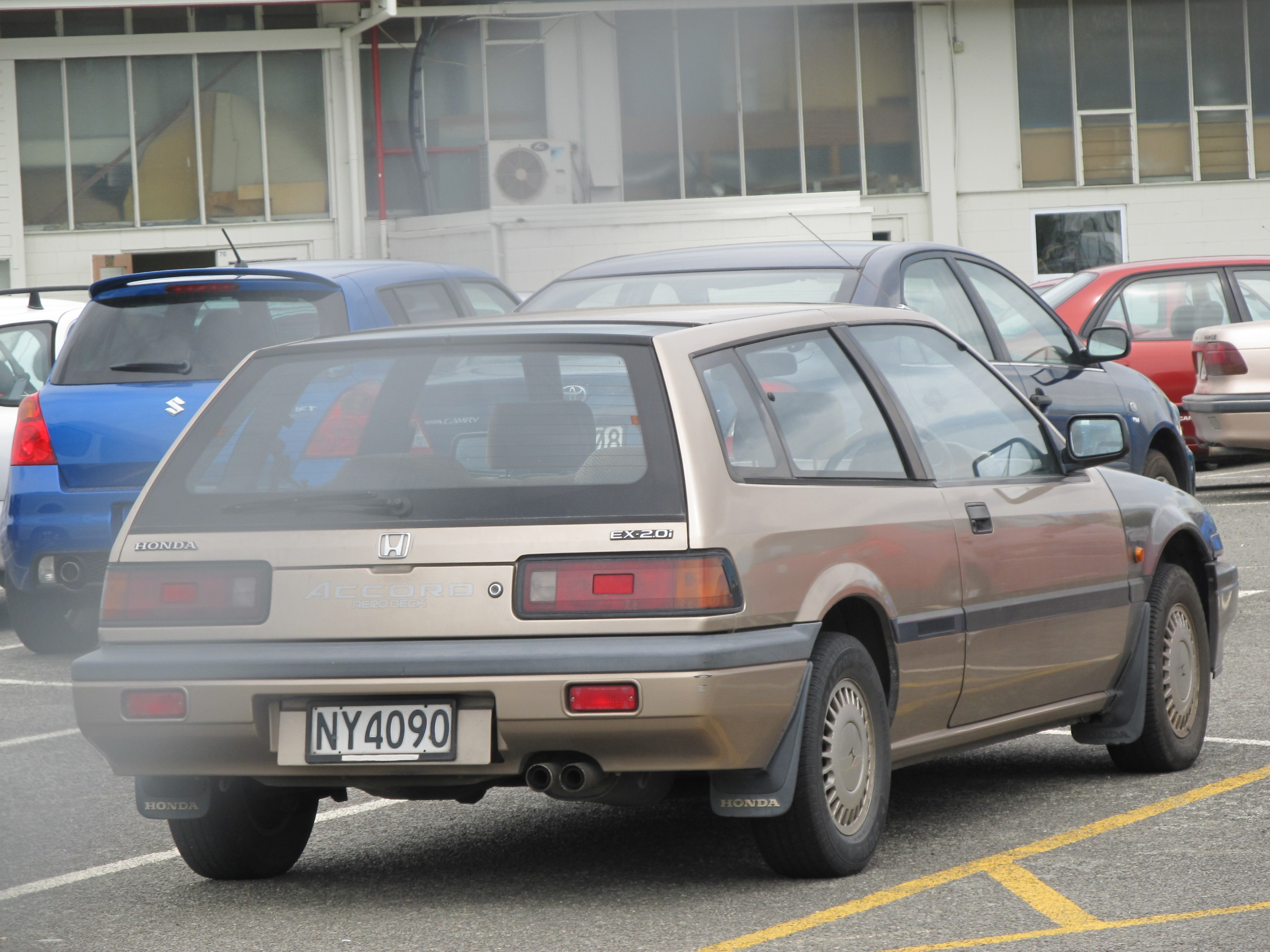
La tercera generación del Honda Accord con carrocería Hatchback

## Cuarta generación (1990-1994)
Para el año 1990 el Accord recibió un cambio radical.

El ancho y el largo fueron aumentados, convirtiéndolo en un verdadero sedán de tamaño medio.

En cuanto a su mecánica se trabajaron dos nuevos motores: el nuevo motor 2.0 L que ofrecía 133 HP a 5400 RPM en la versión JDM, y la versión 2.2 L que ofrecía 150 HP a 6800 RPM. Había dos transmisiones disponibles: una manual de 5 marchas y una automática de 4, con la modalidad de poder seleccionar en que marcha estar.

Para el año 1992 recibió un restyling, un cambio de ópticas traseras, sus versiones eran: DX, LX, EX, EXS.

Opción de dirección en las cuatro ruedas (Four Wheel Steering) para el acabado EXS.

En el año 1993, Honda cumplía 10 años de estar fabricando Accords en Estados Unidos.

En la planta de Marysville (USA) decidieron que por sus 10 años allí los Accord LX recibieran detalles del EX, como por ejemplo ABS, Frenos a disco x4, Ruedas de 15", etc. Los colores eran Kaschmirsilber metalizado y verde perla de Ginebra.

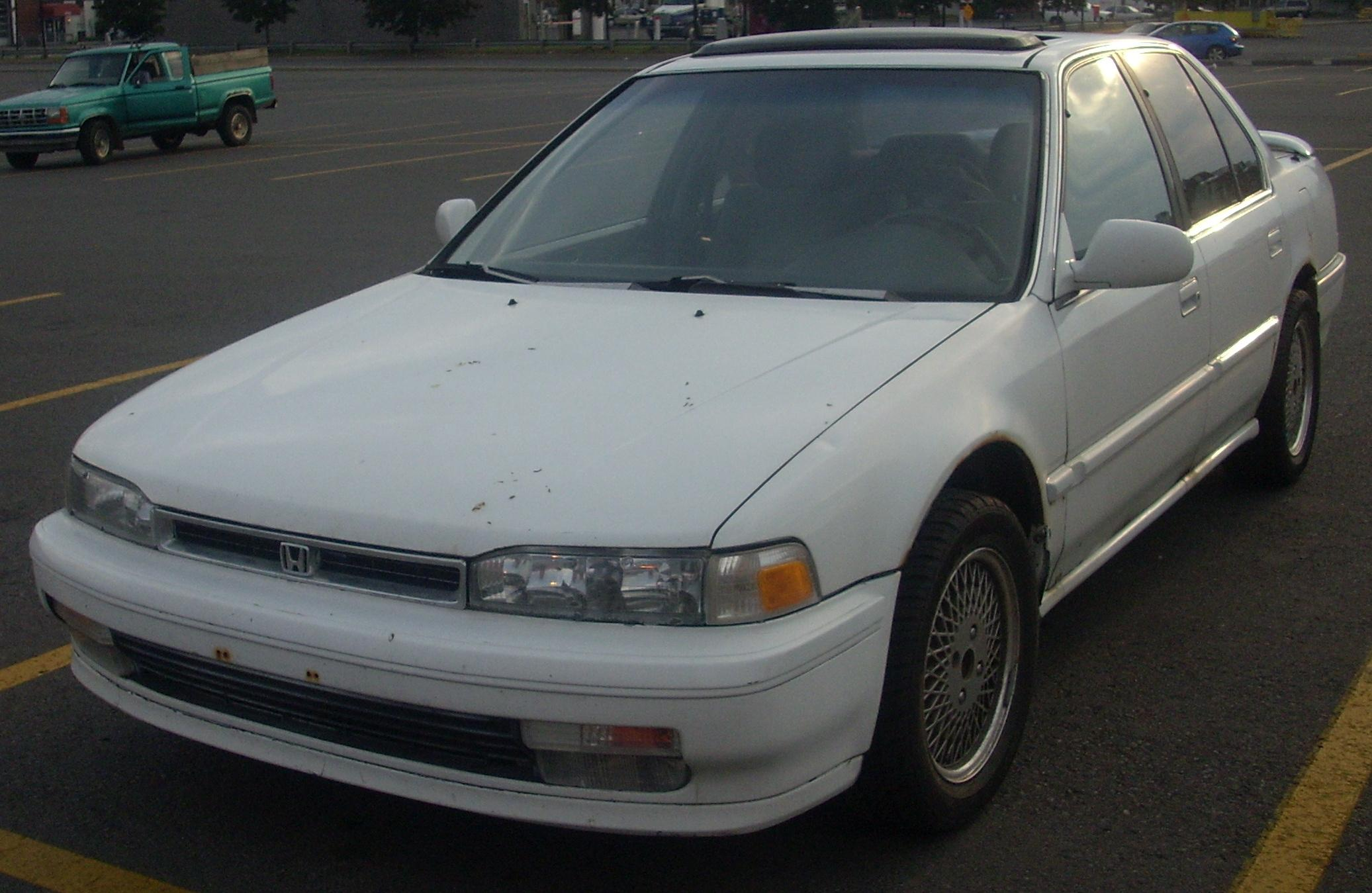
La cuarta generación del Honda Accord
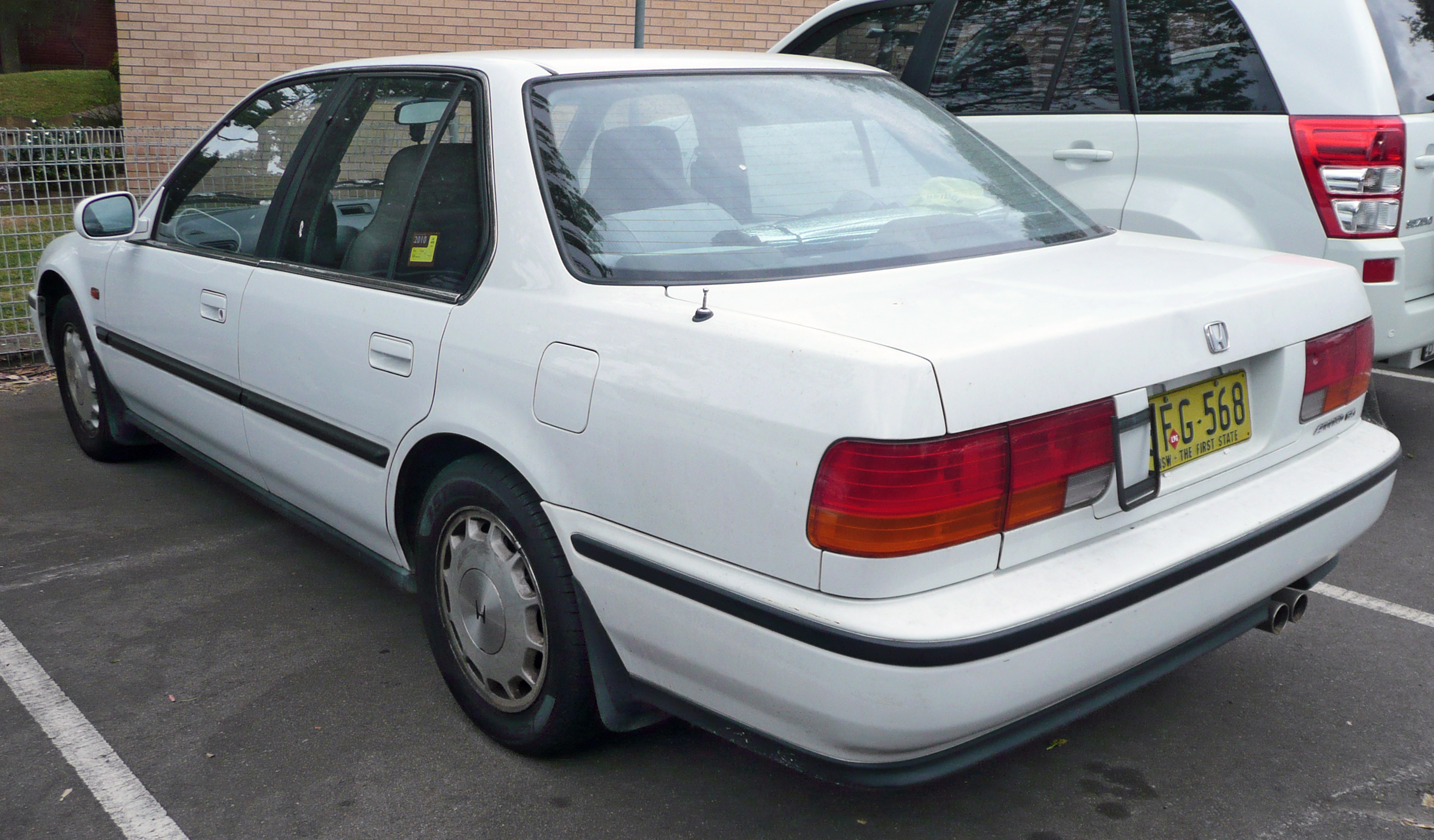
La cuarta generación del Honda Accord con carrocería sedan
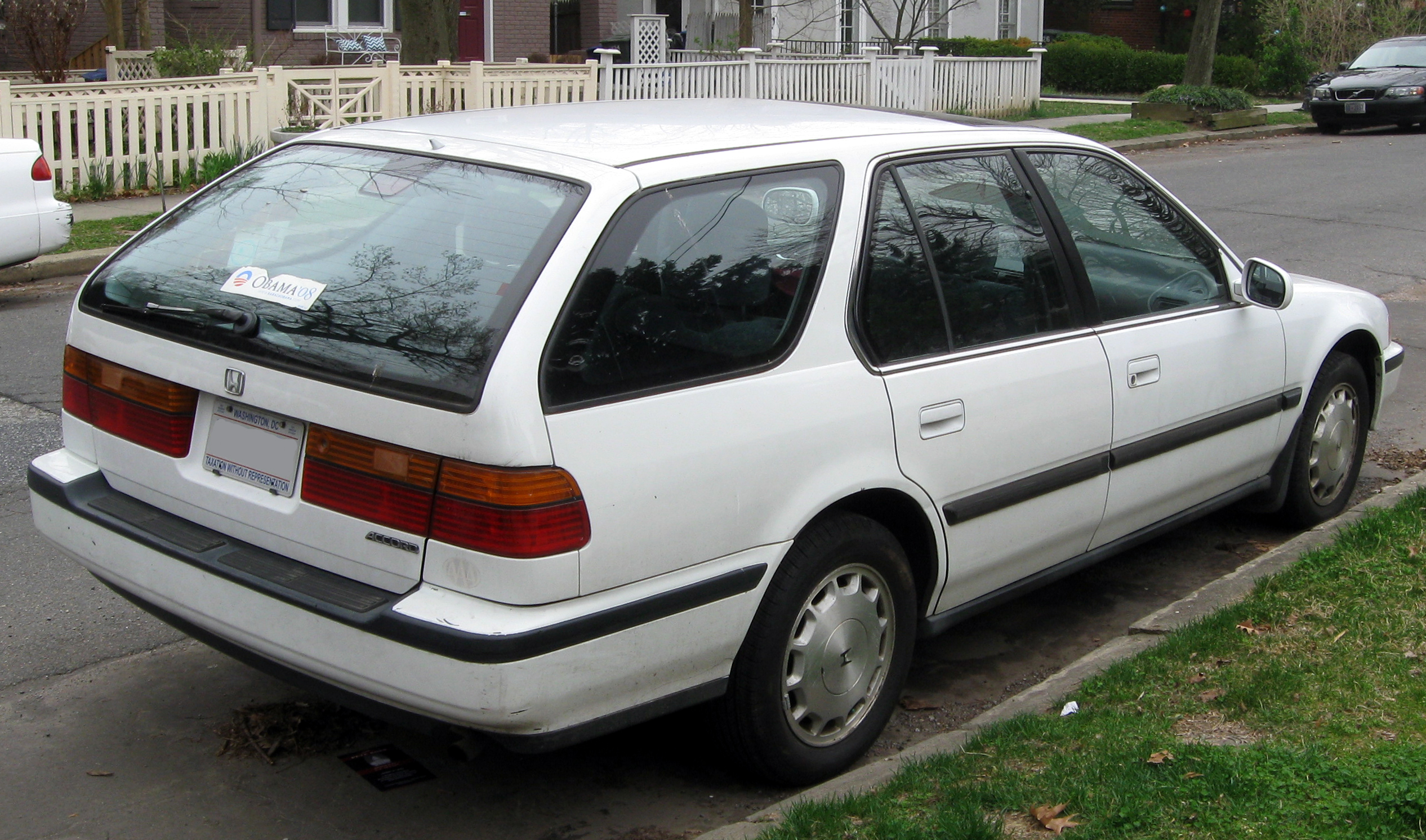
La cuarta generación del Honda Accord con carrocería Wagon

## Quinta generación (1994-1998)
Lo principal de esta generación fue un chasis más ancho y la introducción de un ícono en el mundo Honda: el VTEC (Variable Valve Timing and Lift Electronic Control).(tires sizes 195 60 R15) La carrocería lo convirtió en un "sporty sedan" y aparece por primera vez el modelo V6 2,7 L con unos exagerados (para la época) 170 caballos de potencia. Su arranque estaba apoyado en 165 lbf·pie de torque, incluyendo el 2,2 l. con 16 válvulas.
En el año 1996, el Accord recibe un reacondicionamiento, se le modifican los faros traseros y la parte delantera.

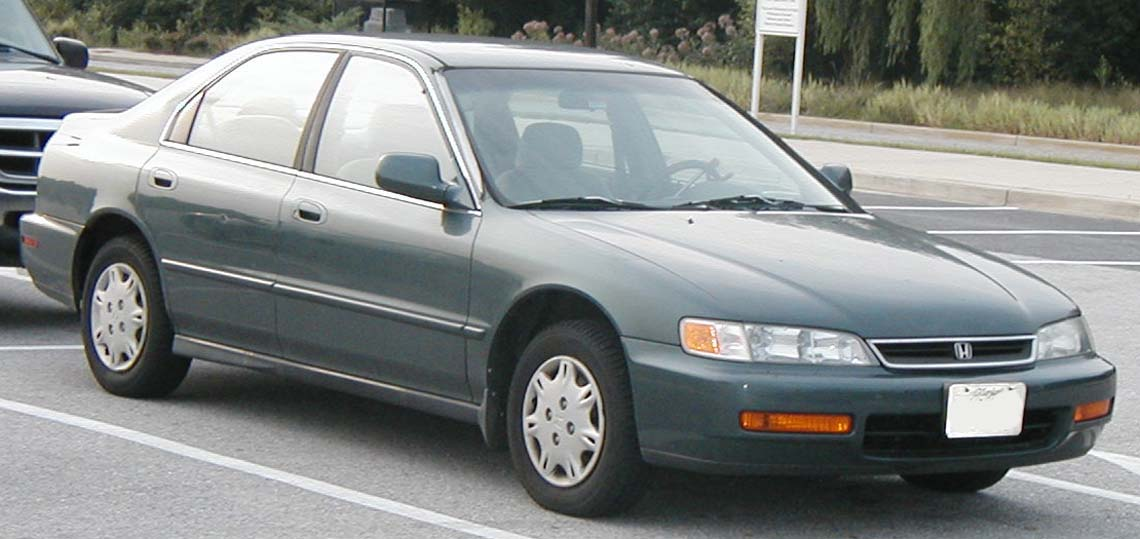
La quinta generación del Honda Accord
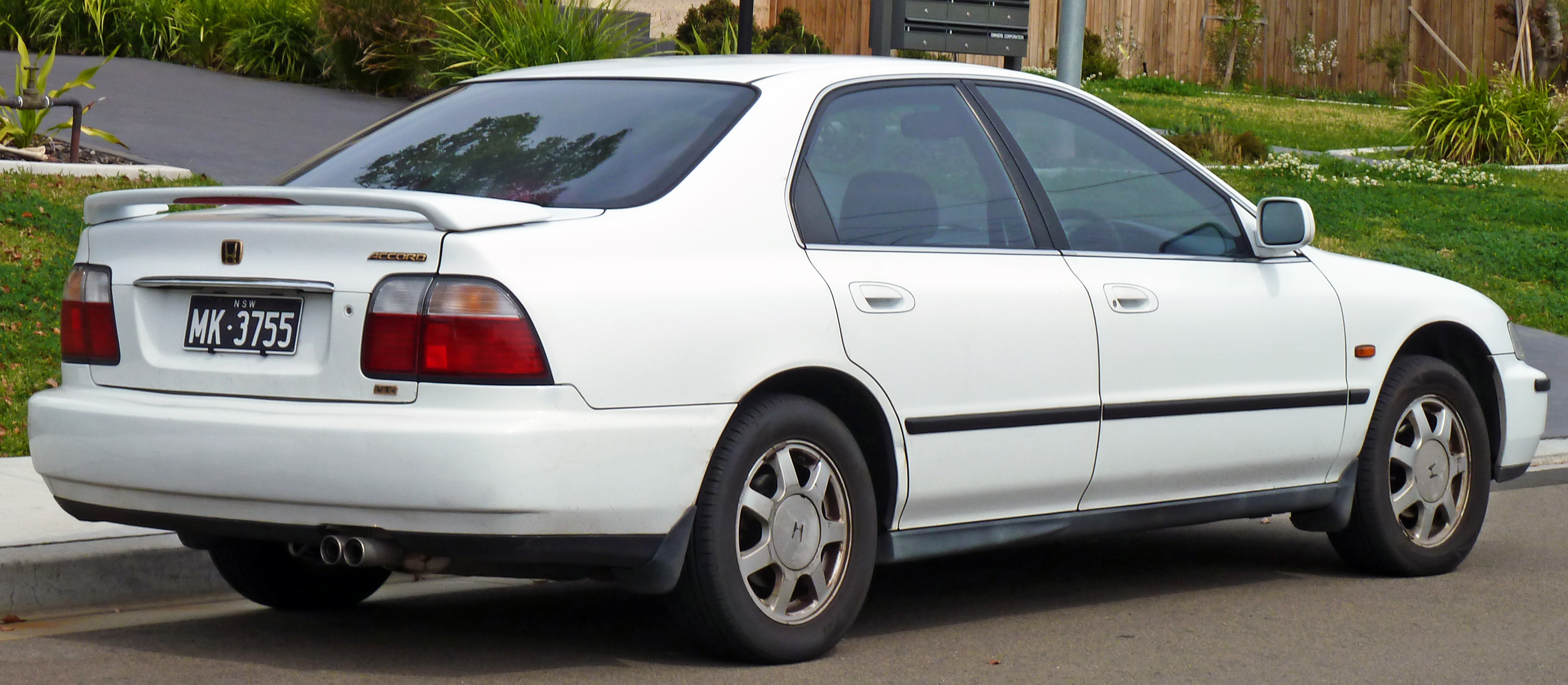
La quinta generación del Honda Accord con carrocería sedan
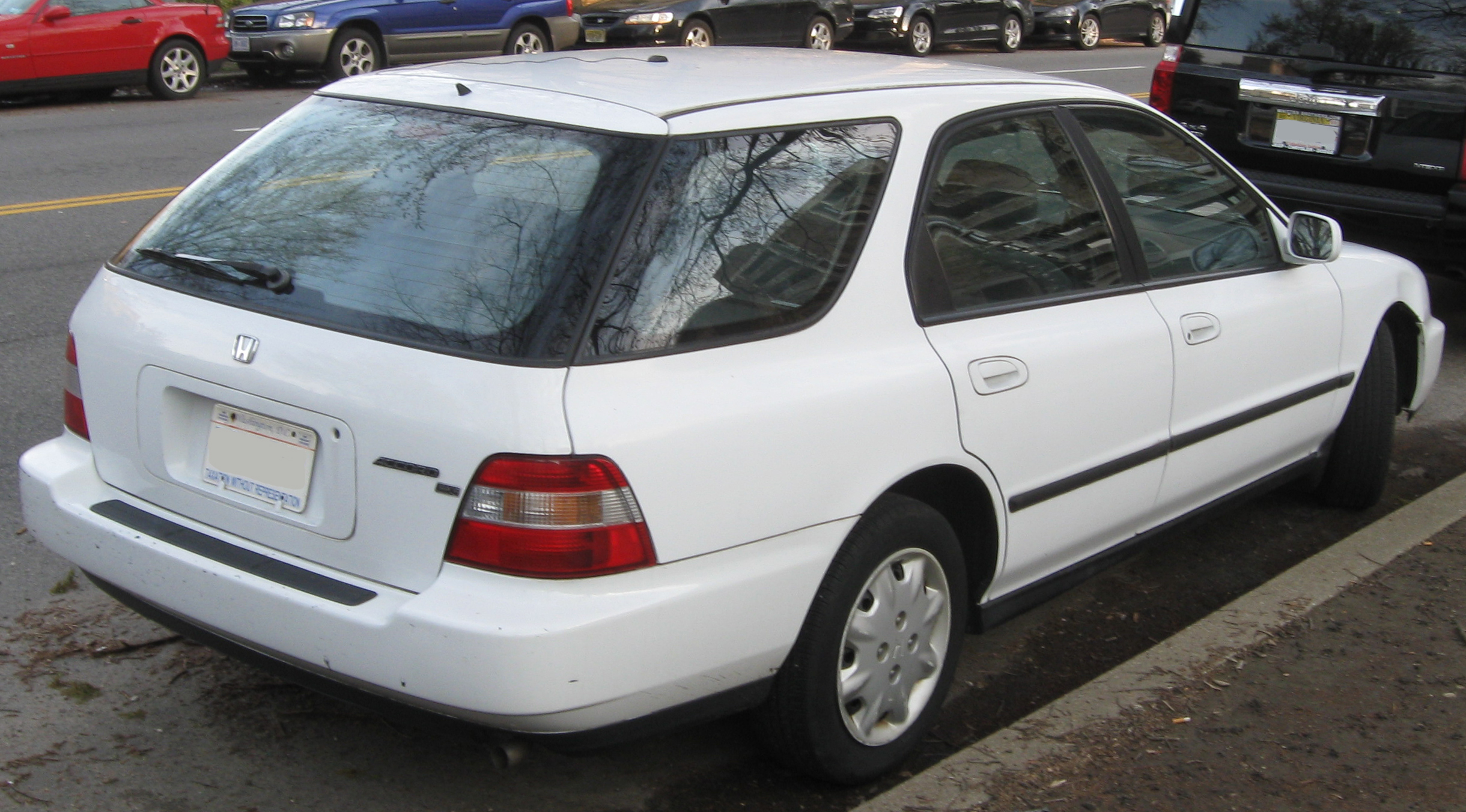
La quinta generación del Honda Accord con carrocería Wagon
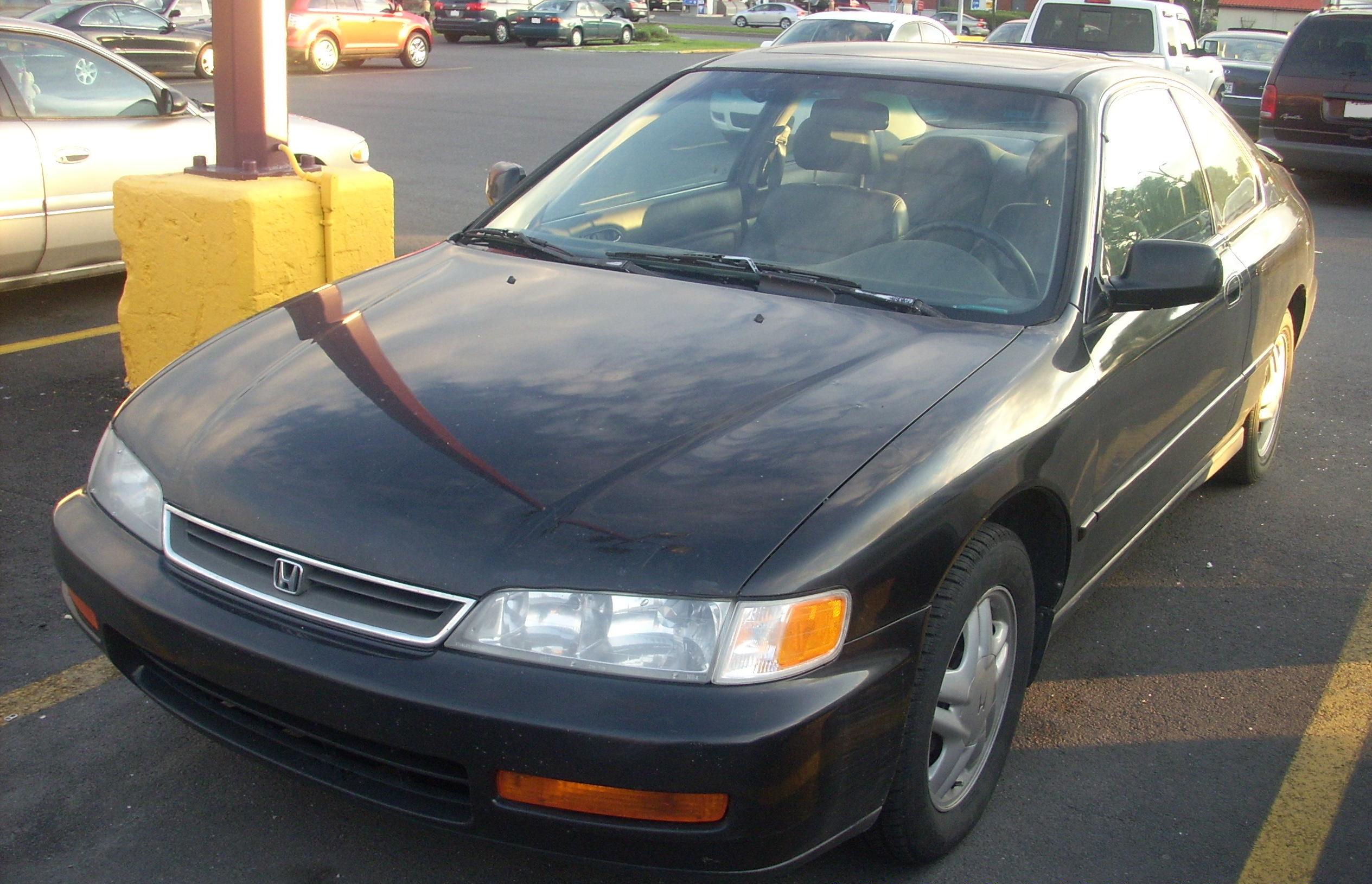

## Sexta generación (1998-2002)
Con varios récords de ventas en los Estados Unidos, el Accord era ya una referencia en su segmento. Era hora de revolucionar el mercado una vez más: Se cambia el motor, el chasis y la carrocería. El cupé recibe un trato especial y es diseñado por el Departamento de Investigación y Desarrollo Norteamericano Honda. Los ingenieros y la crítica consideraron que esto representó el cambio más dramático del Accord en cuanto a estilo y fortaleza. Adaptándose a las últimas tecnologías en seguridad del momento se introduce el doble airbag con la opción de airbags laterales. También, como siempre comprometida con la ecología y el medio ambiente, la marca lanza su primer "Vehículo de Emisiones Ultra Bajas" para el mercado california. La seguridad y el cuidado del medio ambiente son ahora parte integral de la filosofía de Honda.

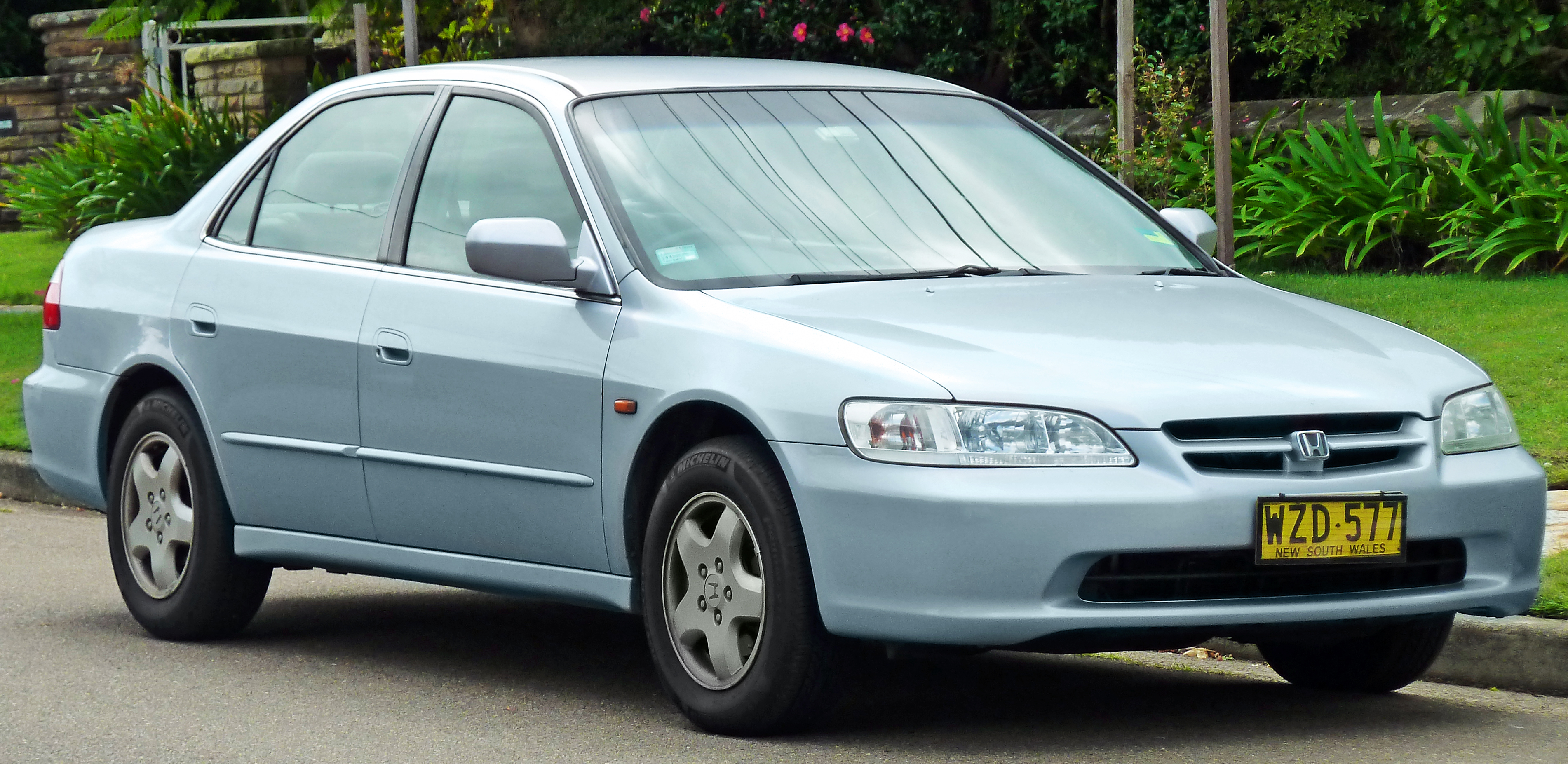
Sexta generación (Australia)
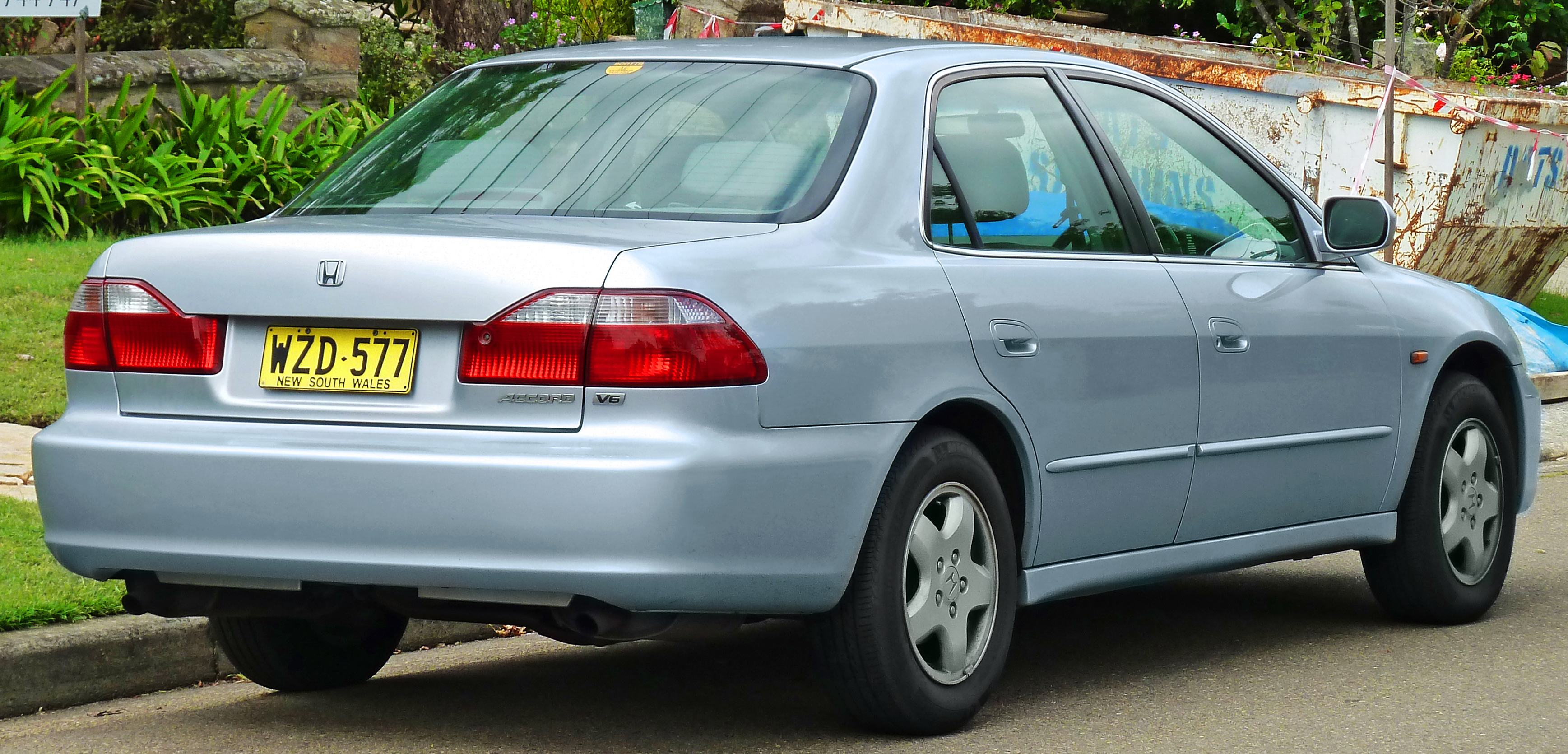
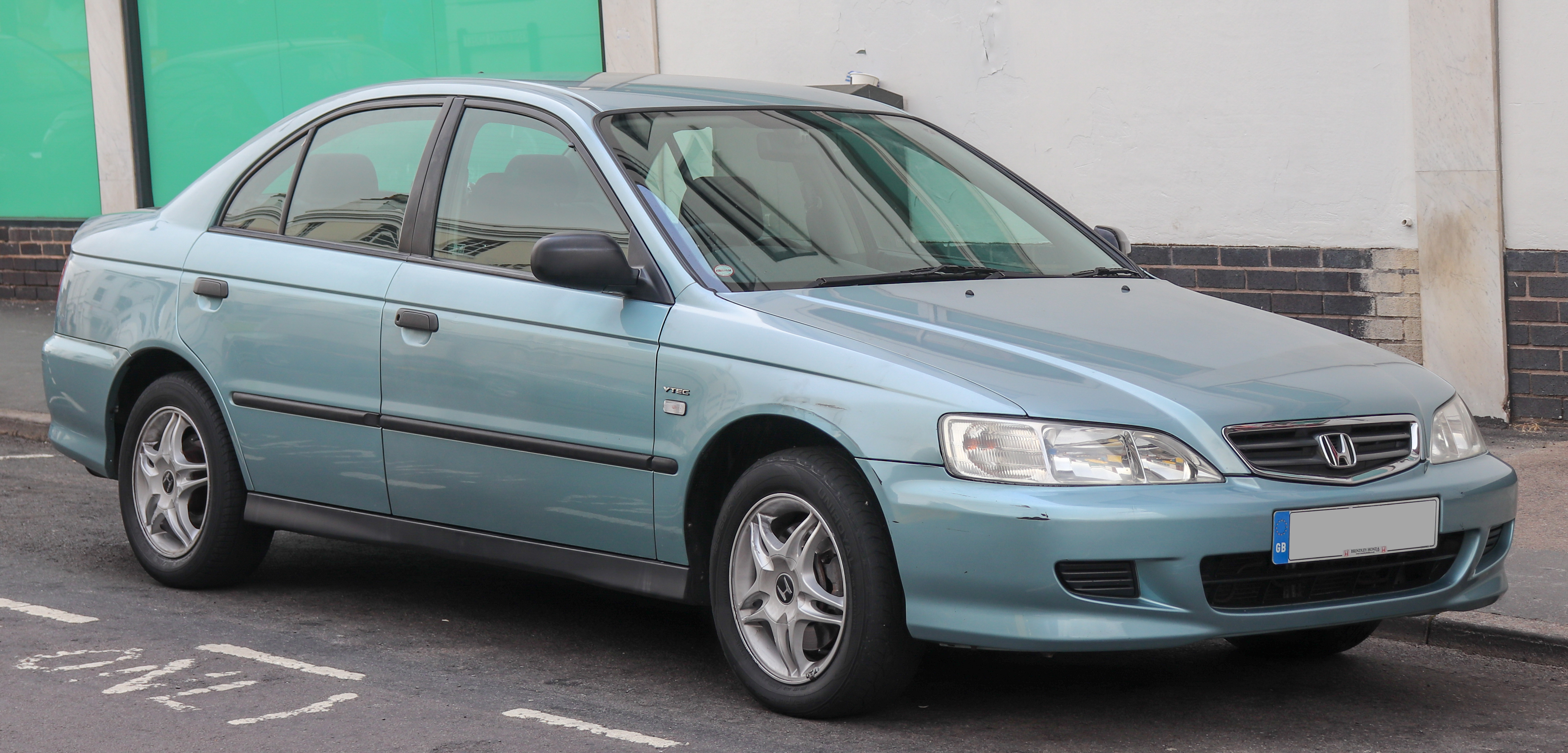
Sexta generación Accord (Europa)
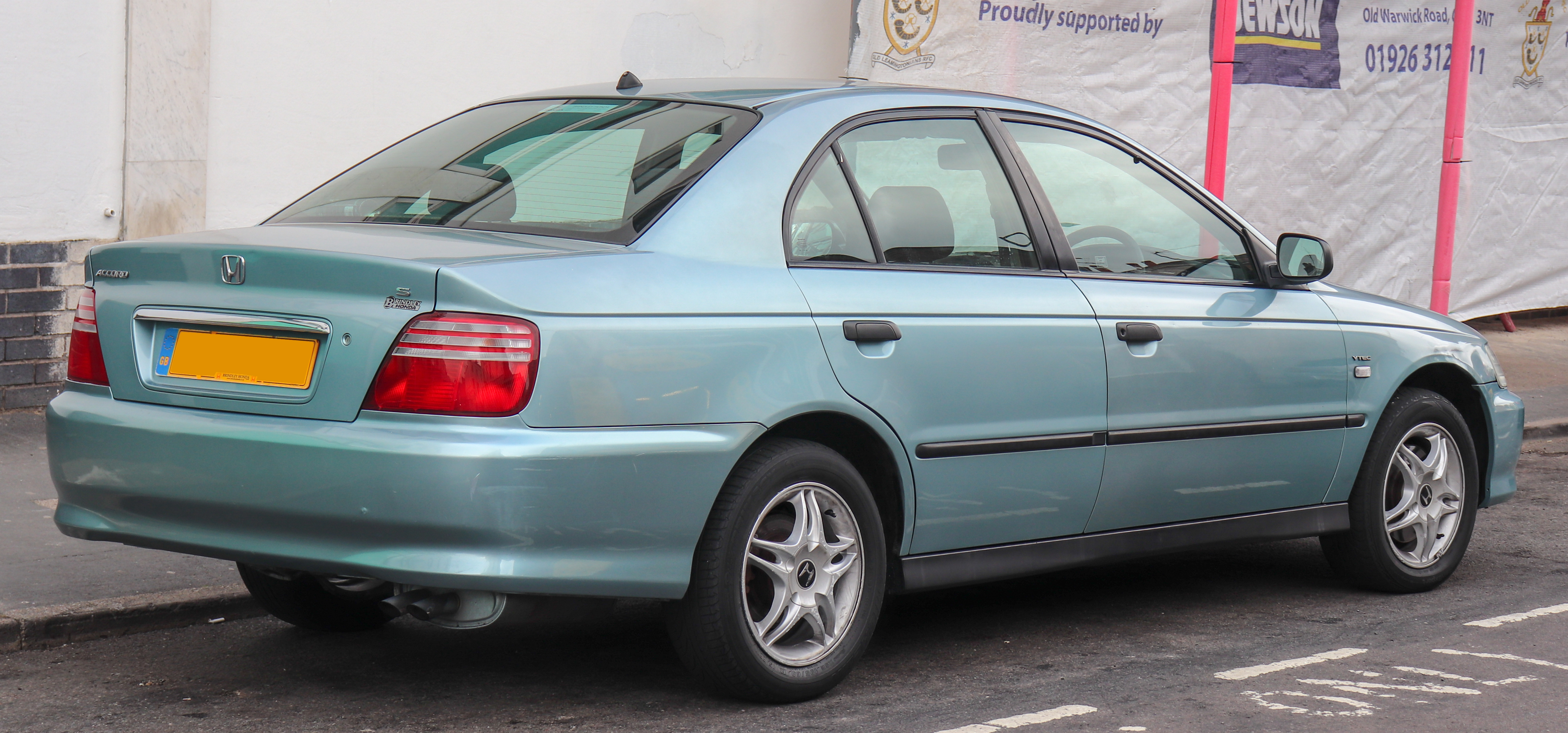
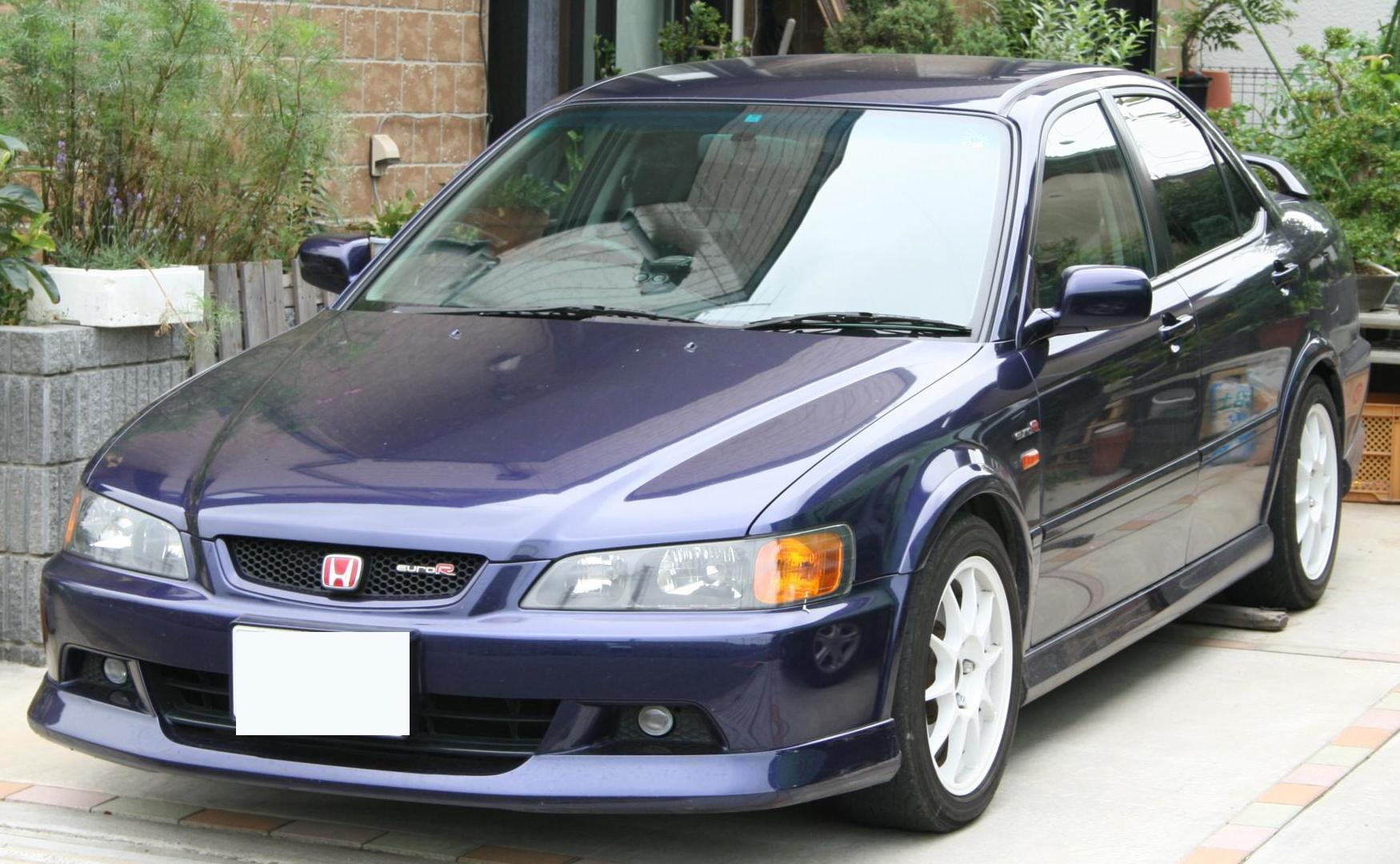
Honda Accord EuroR (sexta generación)

## Séptima generación (2003-2007)
El Accord contó una vez más con más espacio en su cabina. El modelo básico contaba ahora con un motor de 4 cilindros y 160 HP (cercano a los 170 que había producido la primera versión V6 casi 10 años antes). Sin embargo con cada vez más fanáticos de su versión V6, Honda decidió consentirlos con un motor de 3,0 L y 240 caballos. La tecnología había avanzado enormemente y Honda no escatimó en incluir los últimos accesorios en su modelo de lujo: navegación por satélite, además de airbags laterales tipo cortina en todas sus versiones. Este mismo año es el debut de la versión híbrida del Accord que con 253 caballos generó expectativas sobre el futuro de los automóviles híbridos.
En el año 2006, el Accord recibe un re-acondicionamiento, los faros traseros se modifican a unos más modernos y la parte delantera también.

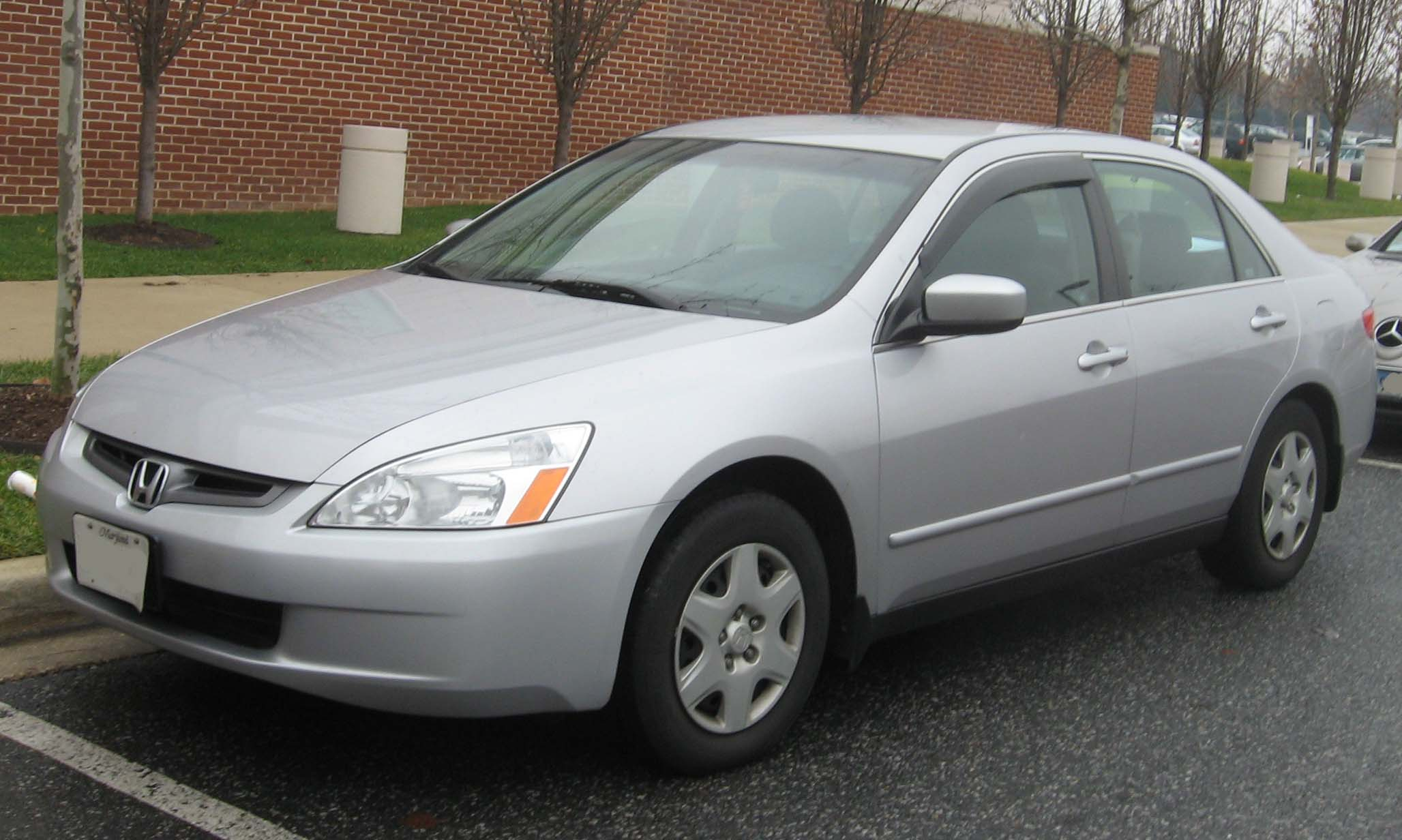
La séptima generación del Honda Accord (versión estadounidense), con carrocería sedan
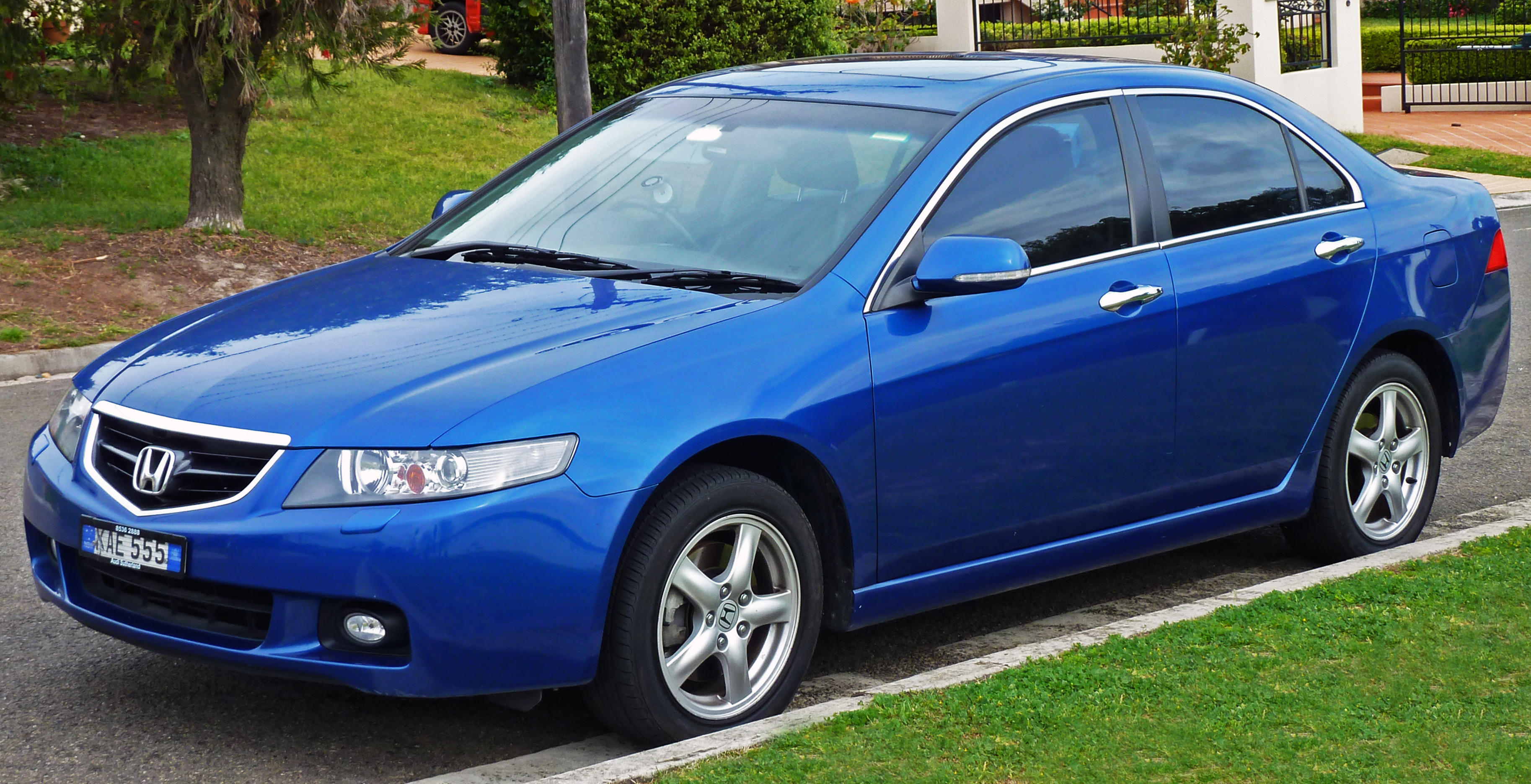
La séptima generación del Honda Accord
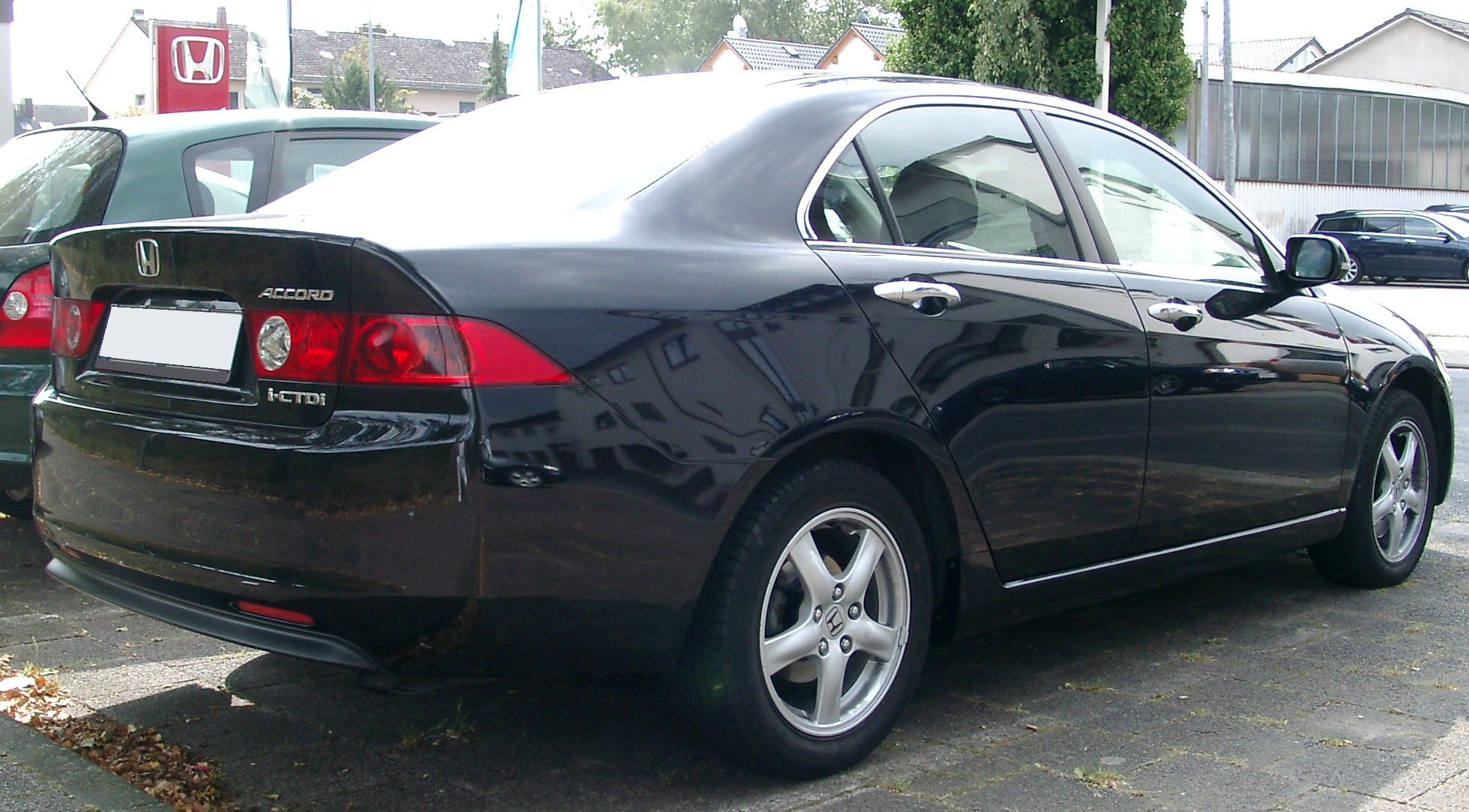
La séptima generación del Honda Accord (versión europea/japonesa con carrocería sedan)
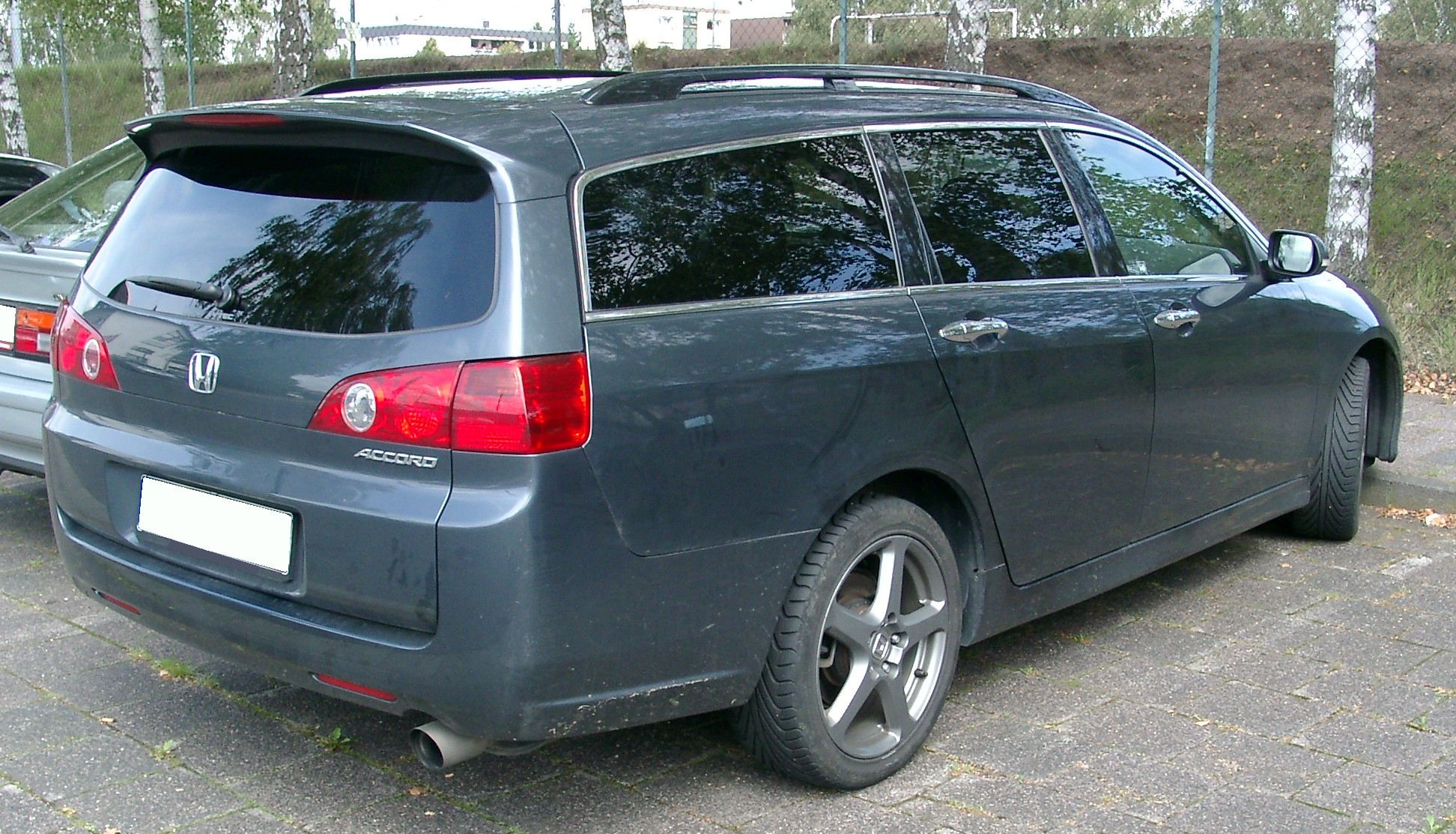
La séptima generación del Honda Accord con carrocería wagon

## Octava generación (2008-2012)

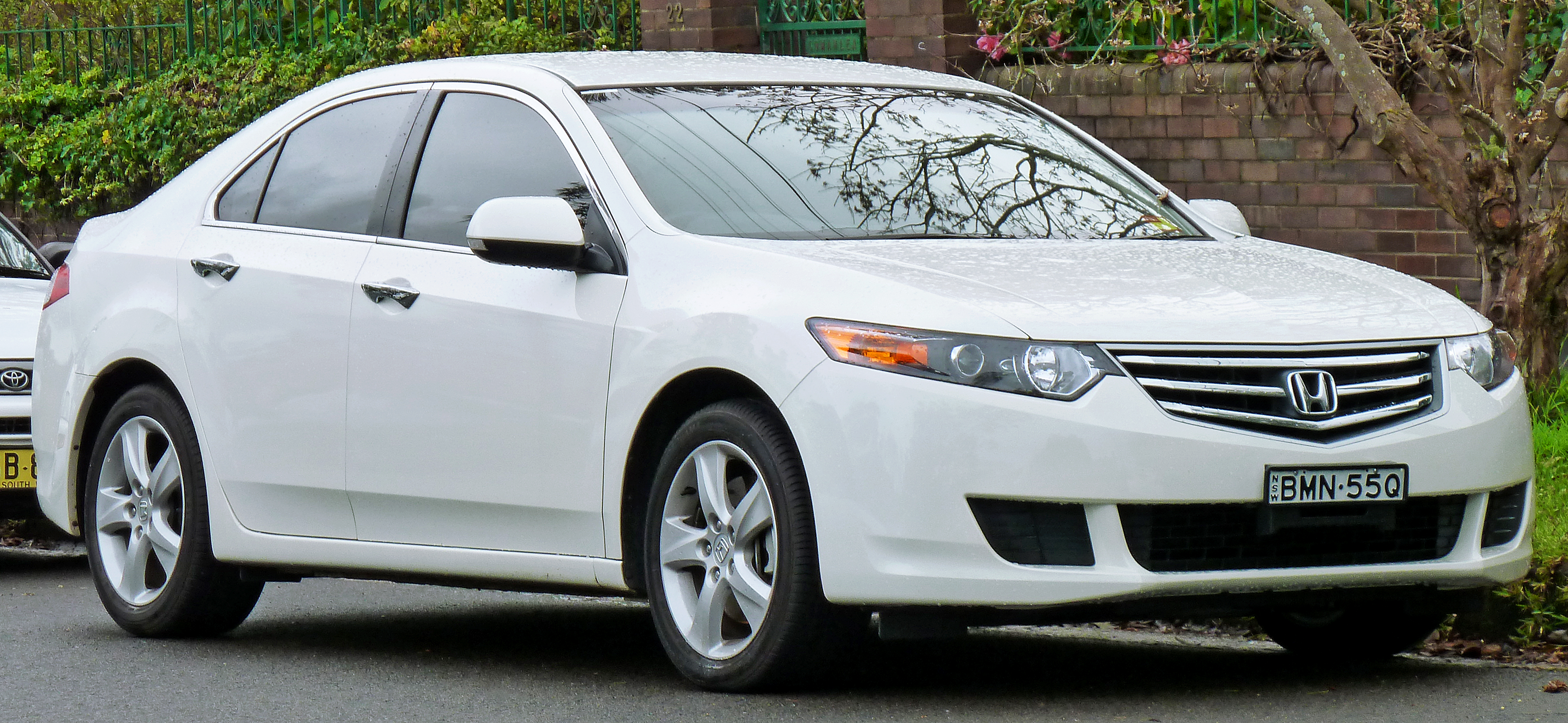
La octava generación del Honda Accord con carrocería sedan.

Durante la noche Honda dio a conocer oficialmente el nuevo Honda Accord 2008 para el mercado norteamericano, la octava generación del automóvil más vendido de la marca japonesa. Muchos son los cambios que llegan con esta nueva edición, la cual está disponible en versiones sedán y coupé. El modelo norteamericano del Accord en su octava generación se convirtió en la generación más grande hasta ahora (en su novena generación las dimensiones generales fueron reducidas).
Tres son los motores que podemos encontrar en el nuevo Accord, de mayor potencia y eficiencia, pero también con unos niveles de emisiones inferiores, siendo clasificado como un Low-Emission Vehicle en los Estados Unidos. La versión sedán está disponible con un motor cuatro cilindros (código de motor K24) de 2,4 litros que produce 180 caballos de fuerza para el acabado LX, un motor 2,4 L de 200 caballos para acabados EX y EX-L, equipando un cambio manual o automático de cinco velocidades. En acabados EX y EX-L, se podía equipar un motor V6 3,5 L (código de motor J35) de 273 caballos de fuerza, este motor tenía la tecnología VCM (Variable Cylinder Management) haciéndolo uno de los motores de seis cilindros más eficientes en el mercado, este motor sólo podía equiparse con un cambio automático de cinco velocidades. La variante coupé ofrecía ambas motorizaciones, pero con opción a cambio manual de seis velocidades en versiones equipadas con el motor V6 3,5.
Los niveles de acabado para el sedán son el LX, LX Premium (LX-P), EX, EX-L y EX V6. Para el Coupe las opciones son LX Sport (LX-S), EX, EX-L y EX V6. Batallando en un segmento donde los compradores buscan un automóvil que les dé el máximo de seguridad, por primera vez para Estados Unidos la gama Accord incorpora de manera estándar frenos de disco con ABS en las cuatro ruedas, sistema de distribución electrónica de frenada, sistema de control de presión de los neumáticos, control de estabilidad y seis airbags. Otra mejora es el centro de gravedad del vehículo, el cual es 1,7 cm más bajo, una suspensión mejorada, una distancia entre ejes más grande, mayor ancho de vía y neumáticos más anchos para ofrecer mayor estabilidad.
Gallery: Honda Accord 2008 (modelo americano)
En el interior, más amplio, el equipamiento incluye según la versión un sistema de navegación activado por voz, sistema de telefonía manos libre Bluetooth, sistema de sonido de 270 W de potencia con siete altavoces, lector CD/MP3 y climatizador de dos zonas.
La versión europea del Accord fue presentada en el Salón de Ginebra en 2009, en carrocerías sedán y tourer. El coche ha sido diseñado partiendo de cero, no se trata de un restyling de la versión actual. El diseño sigue las líneas maestras del modelo precedente pero ha sido puesto al día dotándolo de un aspecto mucho más estilizado y musculoso, siendo este nuevo modelo notablemente más ancho y algo más bajo que el modelo actual, lo que le infiere un aspecto más deportivo, muy acorde con la filosofía de Honda.
La oferta de propulsores inicial incluye dos motores gasolina y un diésel que inaugura la segunda generación para la marca. Entre los gasolina se encuentra un 2 litros i-VTEC de 156 cv a 6300 rpm y un 2,4 litros de 200 cv a 7000 rpm. La mecánica diésel, denominada i-DTEC, entrega 150 cv a 4000 rpm y un par máximo de 350 N·m a 2000 rpm, y según Honda tiene el mismo grado de refinamiento que su predecesor. Cabe destacar que toda la gama cumple con la estricta normativa anticontaminación Euro 5.
Todos los modelos incorporarán de serie una transmisión manual de 6 velocidades, pudiendo elegir en opción una caja automática de 5 velocidades en las versiones de gasolina. Los modelos con cambio manual incorporan un piloto indicador en el cuadro de mandos que marca el momento óptimo para realizar los cambios de marcha, ayudando a reducir el consumo hasta en un 5 por ciento.
Según Honda, el nuevo modelo ha mejorado notablemente su comportamiento gracias a la reducción del centro de gravedad, al incremento de ambas vías y a la mayor rigidez estructural. En materia de seguridad activa el Accord incluye un gran número de sistemas de serie y otros en opción, algunos de ellos inéditos en la marca.
Una de las innovaciones es el funcionamiento de su dirección eléctrica adaptativa, que en unión con el control de estabilidad (de serie en toda la gama) detecta cuando el coche empieza a deslizar en una curva, e invita al conductor a girar en el sentido correcto insinuando la maniobra lo suficiente para que reaccione intuitivamente.
El sistema avanzado de asistencia a la conducción (ADAS), que se ofrece como opción en la versión diésel y en el 2,4 de gasolina, se encarga de evitar un accidente y permitir una conducción más relajada. Basa su funcionamiento en tres sistemas: una cámara delantera que lee las líneas de la carretera y detecta desviaciones en la trazada, un radar que permite mantener la distancia con el coche precedente y un sistema que ayuda a reducir los efectos de una colisión por alcance, alertando al conductor si la distancia con el coche precedente es peligrosa y preparando los frenos.
En el interior hay que destacar el diseño deportivo con que ha querido dotarlo Honda. Incorpora unos asientos con gran sujeción, un volante multifuncional de cuero de radio reducido y un pomo para la palanca de cambios muy pequeño.

El equipamiento de serie incluye elevalunas eléctricos, climatizador dual, equipo de música con lector de CD y 6 altavoces (las versiones más altas de gama incluyen un equipo con cargador de CD en la consola, 10 altavoces y 8 canales de 45W) y conexión iPod en la consola. En opción se incluye un sistema de navegación por satélite (de serie en el acabado Executive) con una pantalla de 8 pulgadas y control vocal. 

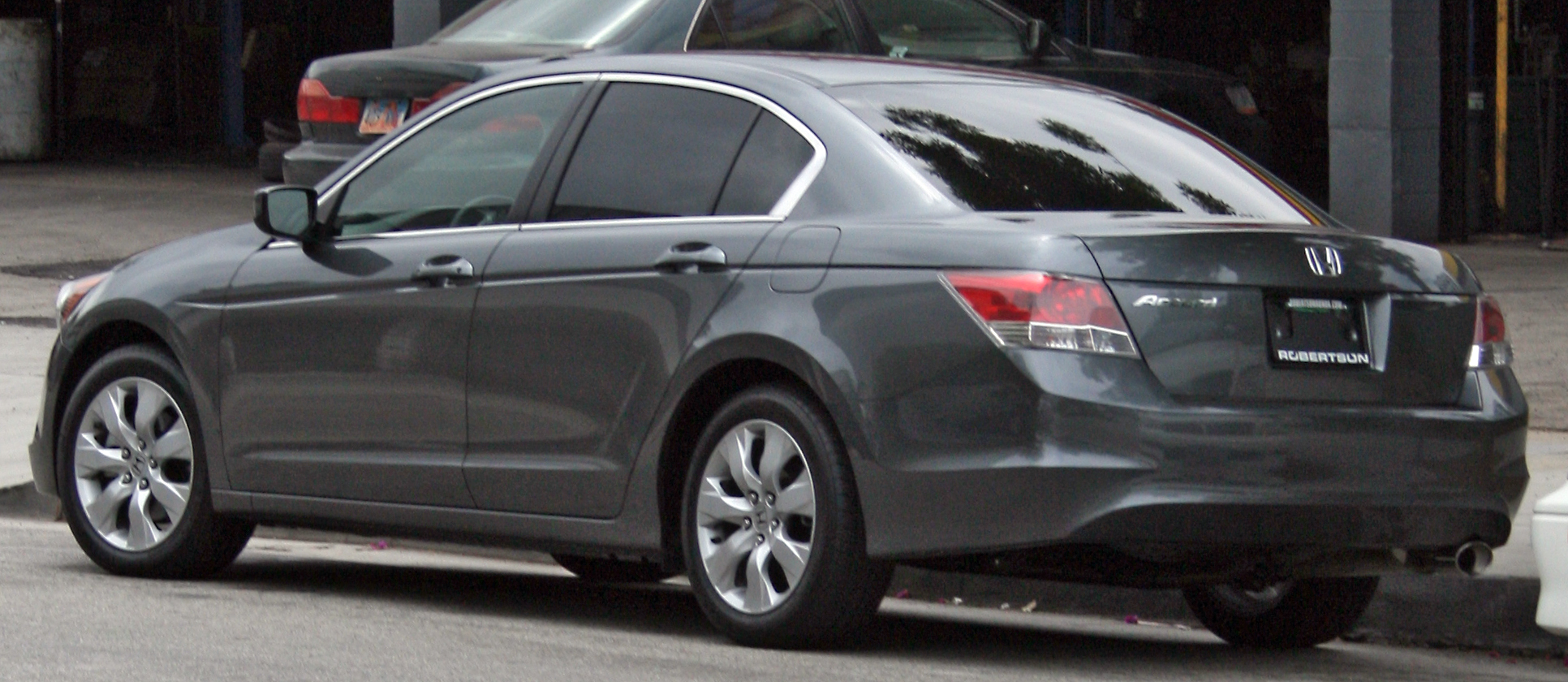
Accord 2009
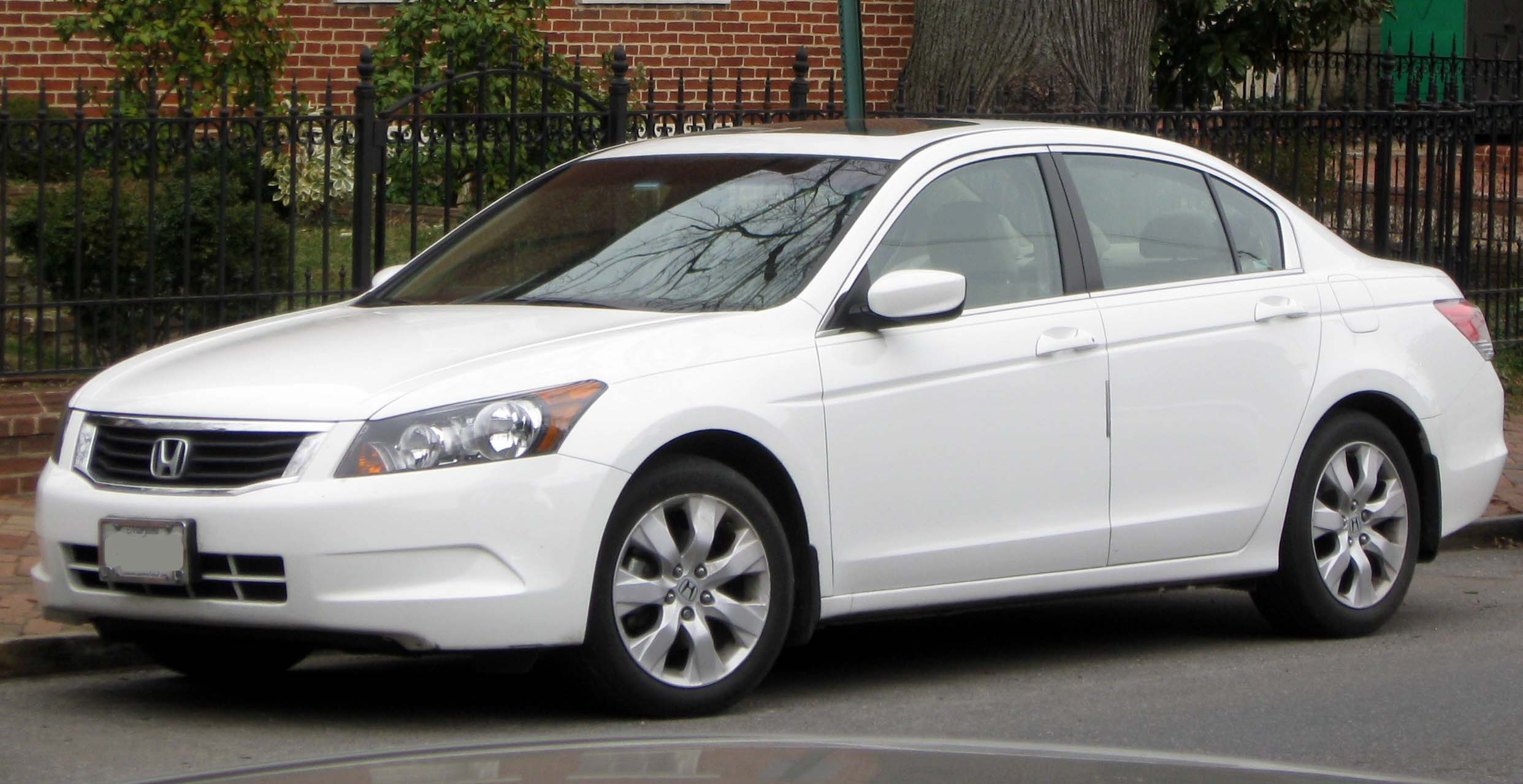
Accord 2009

## Novena generación (2013-2017)

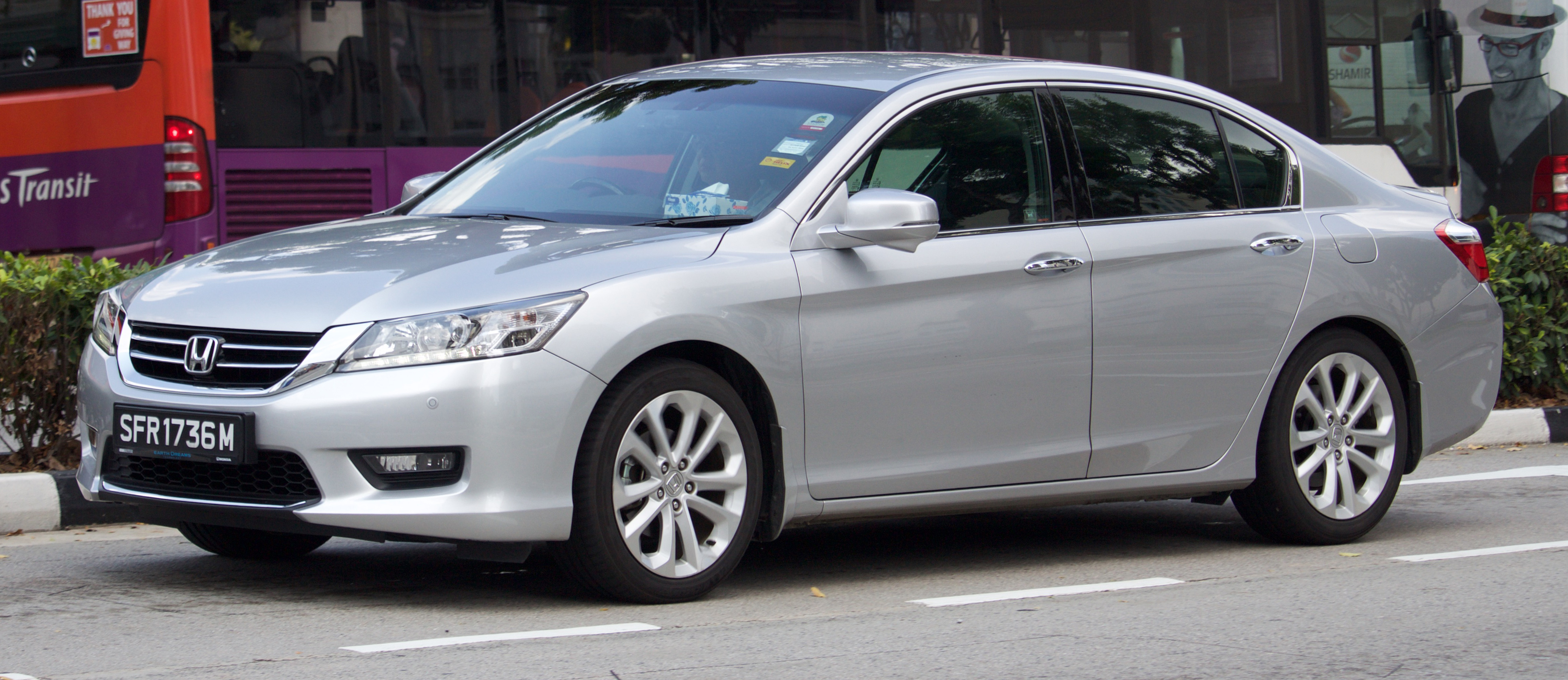
La novena generación del Honda Accord con carrocería sedán.

Las dimensiones exteriores se redujeron en casi todos los sentidos con 70 mm menos de largo total, 24 mm en distancia entre ejes, 11 mm de altura. Solo gana cinco en el ancho total y sigue permitiendo que se sienten con comodidad cinco pasajeros con espacio de piernas, hombros y cabeza de sobra. La cajuela es de 447 litros en total y ahora tiene una geometría más regular que facilita el aprovechamiento del espacio.
Hay tecnología de sobra, nuevo sistema de acceso inteligente sin llave (Smart Entry Keyless) y de encendido del motor mediante un botón (Smart Start Engine) disponibles a partir de las versiones EXL. Y en su versión V6 cuenta con nuevos faros de LED tipo proyector.
La nueva generación de Accord Sedán cuenta con los motores L4 con inyección directa DOHC con i-VTEC de 2,4 litros, o el motor V6 SOHC con i-VTEC de 3,5 litros, ambos motores sufren mejoras como el refinamiento de la inyección multipunto (los cuatro cilindros estrenan inyección directa), sistema i-VTEC actualizado, Gestión Variable de Cilindros (VCM) de segunda generación y nuevos puertos de admisión entre otros para entregar ahora 278 cv de potencia y 341 N·m de torque, controlados por una transmisión automática de seis relaciones. Además, en cuestión ambiental Honda se mantiene con tecnologías de punta que buscan reducir las emisiones dañinas a la atmósfera, como el sistema Eco Assist, disponible en todas las versiones, que permite al conductor adoptar un manejo más eficiente que se traduce en mejor aprovechamiento del combustible. Asimismo, la versión V6 cuenta con la tecnología de Gestión Variable de Cilindros (VCM), que permite al motor desactivar o activar los cilindros según las necesidades de manejo para optimizar el consumo de combustible.
El conductor tiene a su alcance los controles intuituivos de diversos sistemas a bordo: desde la interfaz HandsFreeLink para teléfonos móviles con tecnología Bluetooth, hasta la pantalla táctil Multi-información (ODMD) On Demand Display, donde se pueden controlar el sistema de audio, el GPS satelital controlado por comandos de voz, entre otros. El GPS solo en versiones tope.
En cuestión de seguridad el nuevo Accord Sedán incorpora elementos pasivos y activos donde destacan el nuevo monitor de cámara de reversa con tres ángulos de visión incorporado en pantalla y el monitor de asistencia de cambio de carril (Honda Lane Watch), dispositivos que aumentan el campo de visión del conductor y con ello la seguridad de todos los pasajeros los cuales solo están disponibles en las versiones tope.
Las versiones son LX, EX, EX-L L4 y EX-L V6 Navi.

## Décima generación (2018-actualmente)
El Accord de décima generación se dio a conocer el 14 de julio de 2017. La producción comenzó el 18 de septiembre y las ventas comenzaron el 18 de octubre en los Estados Unidos como modelo 2018. El Accord ahora se ofrece exclusivamente como un sedán de cuatro puertas, descontinuando la variante coupé.
Las nuevas características incluyen sensores de estacionamiento delanteros y traseros, amortiguadores magnetoreológicos, vidrio acústico de puerta delantera laminada con PVB, pantalla frontal para automóvil (HUD) de 6 "y asiento del conductor lumbar eléctrico ajustable en altura de 4 posiciones. El vehículo está equipado con Honda Sensing estándar (agregando reconocimiento de señales de tráfico) en todos los modelos.
Un motor VTEC turbo de cuatro cilindros y 1.5 litros con obturadores de parrilla activa disponibles produce 143 kW (192 hp; 194 PS) y 260 N⋅m (192 lbf⋅ft) de par, acoplado a una manual de 6 velocidades(USA) o continuamente variable transmisión (CVT). El motor VTEC turbo de cuatro cilindros y 2.0 litros opcional, que reemplazó la opción del motor V6, estaba disponible a partir de diciembre de 2017. Este motor se basa en el motor del Civic Type R, pero con un turbocompresor más pequeño, diferentes pistones y árboles de levas, y la adición de un par de ejes de equilibrio. El motor, que produjo 188 kW (252 hp; 256 CV) y 370 N⋅m (273 lbf⋅ft) de torque, está acoplado a una transmisión manual de 6 velocidades o automática de 10 velocidades. La transmisión automática de 10 velocidades es 22 lb (10 kg) más ligera que la anterior de 6 velocidades.
El híbrido Accord salió a la venta en marzo de 2018. La batería de iones de litio es más compacta y está montada debajo del asiento trasero. Los imanes permanentes del generador y del motor de propulsión ya no contienen metales pesados de tierras raras.
Para ahorrar peso, el bastidor frontal está construido completamente de aluminio, que anteriormente estaba reservado para los modelos híbridos. Todos los Accords usan un capó de aluminio como el sedán Accord 2017-18 y los modelos híbridos anteriores. Las vigas del parachoques delantero y trasero y para reducir la masa no suspendida, los brazos de control inferiores de la suspensión delantera ahora son de aluminio. Aproximadamente el 57% del cuerpo está hecho de acero de alta resistencia, incluido el 29% de grados de 980-1500 MPa con estampado en caliente de ultra alta resistencia. Los adhesivos estructurales se emplean por primera vez en el Accord con 115 pies de adhesivo aplicado al cuerpo. El cuerpo en blanco (BIW) es 42 libras más ligero con una rigidez estructural mejorada.